# Storia della massoneria

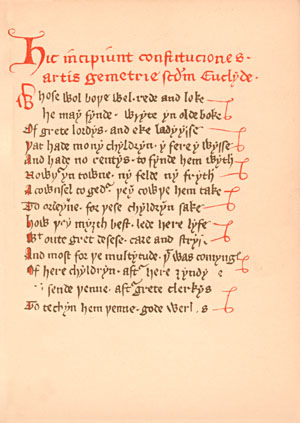
Il Manoscritto regio, verosimilmente uno dei più antichi documenti massonici.

La storia della massoneria abbraccia le origini, l'evoluzione e gli eventi salienti dell'associazione iniziatica e di fratellanza conosciuta come massoneria.
In principio, fu la comparsa di logge organizzate di massoni "operativi“ durante il medioevo, poi l'ammissione di membri profani in qualità di massoni "accettati" o "speculativi", e da ultimo l'evoluzione di logge puramente speculative, con l'emergere di Gran Logge per governarle. 
La formazione della prima gran loggia d'Inghilterra nel 1717 è generalmente considerata lo spartiacque di questo processo.
 Le due difficoltà che gli storici devono affrontare sono la scarsità di materiale scritto, anche dopo il XIX secolo, e la disinformazione generata tanto da massoni quanto da non massoni negli anni più recenti.

## Miti e teorie sulle origini

### Prime fonti massoniche
Ognuno dei primissimi testi massonici contiene qualche sorta di storia del mestiere, o gilda, della massoneria. La più antica opera di questo tipo, il Manoscritto regio, databile tra il 1390 e il 1425, ha una breve storia nell'introduzione, in cui si afferma che il "mestiere della massoneria" iniziò con Euclide in Egitto, e arrivò in Inghilterra durante il regno del sovrano Æðelstan. Poco più tardi, il Manoscritto Cooke fa risalire la massoneria a Jabal, figlio di Lamech (Genesi 4: 20-22), e narra come questa conoscenza arrivò ad Euclide, da lui ai figli di Israele quando erano in Egitto, e così via per un elaborato percorso fino ad Æðelstan. Questo mito formò la base per successive fondazioni tratte da manoscritti, e tutte sostengono che la massoneria risale ai tempi biblici, e fissano il suo consolidamento istituzionale in Inghilterra durante il regno di Æðelstan (927-939).
Poco dopo la formazione della prima gran loggia d'Inghilterra, James Anderson fu incaricato di riassumere queste "costituzioni gotiche" in una gradevole forma moderna. Le costituzioni prodotte dal suo lavoro hanno un'introduzione storica più diffusa di ogni precedente, e ancora una volta collegano la storia di ciò che era diventata la massoneria alle radici bibliche, sempre inserendo Euclide nella catena della narrazione. Fedele al suo materiale, Anderson fissa la prima grande assemblea di massoni inglesi a York, presieduta dal figlio di Æðelstan, Edwin, che per altri versi è ignoto alla storia. Ampliate, riviste e ripubblicate, le costituzioni del 1738 di Anderson pongono i Gran Maestri dall'epoca di Agostino di Canterbury, indicato come Agostino il Monaco. Le Illustrations of Masonry di William Preston amplificarono ulteriormente questo mito della creazione massonica.
In Francia, la conferenza del 1737 del Chevalier (cavaliere) Ramsay aggiunse i crociati all'albero genealogico. Sostenne che i massoni crociati avevano riportato alla luce il mestiere con i segreti recuperati in Terra Santa, sotto il patronato dei Cavalieri Ospitalieri. A questo punto, la "storia" del mestiere della massoneria continentale si distaccò da quella della massoneria in Inghilterra.

### Storie speculative
Le storie di Anderson del 1723 e 1738, l'elaborazione romanzata di Ramsay, assieme all'allegoria interna del rituale massonico, centrato sul Tempio di Salomone ed il relativo architetto, Hiram Abif, hanno fornito ampio materiale per le successive congetture.
Il più antico rituale conosciuto pone la prima loggia massonica nel portico del tempio di re Salomone. Secondo Anderson, si è anche potuto far risalire la massoneria ad Euclide, Pitagora, Mosè, gli esseni e i culdei.
Preston iniziò la sua storia con i druidi, mentre la descrizione fatta da Anderson dei massoni come noachidi, estrapolata da Albert Mackey, inserisce la "variabile Noè" nell'equazione.

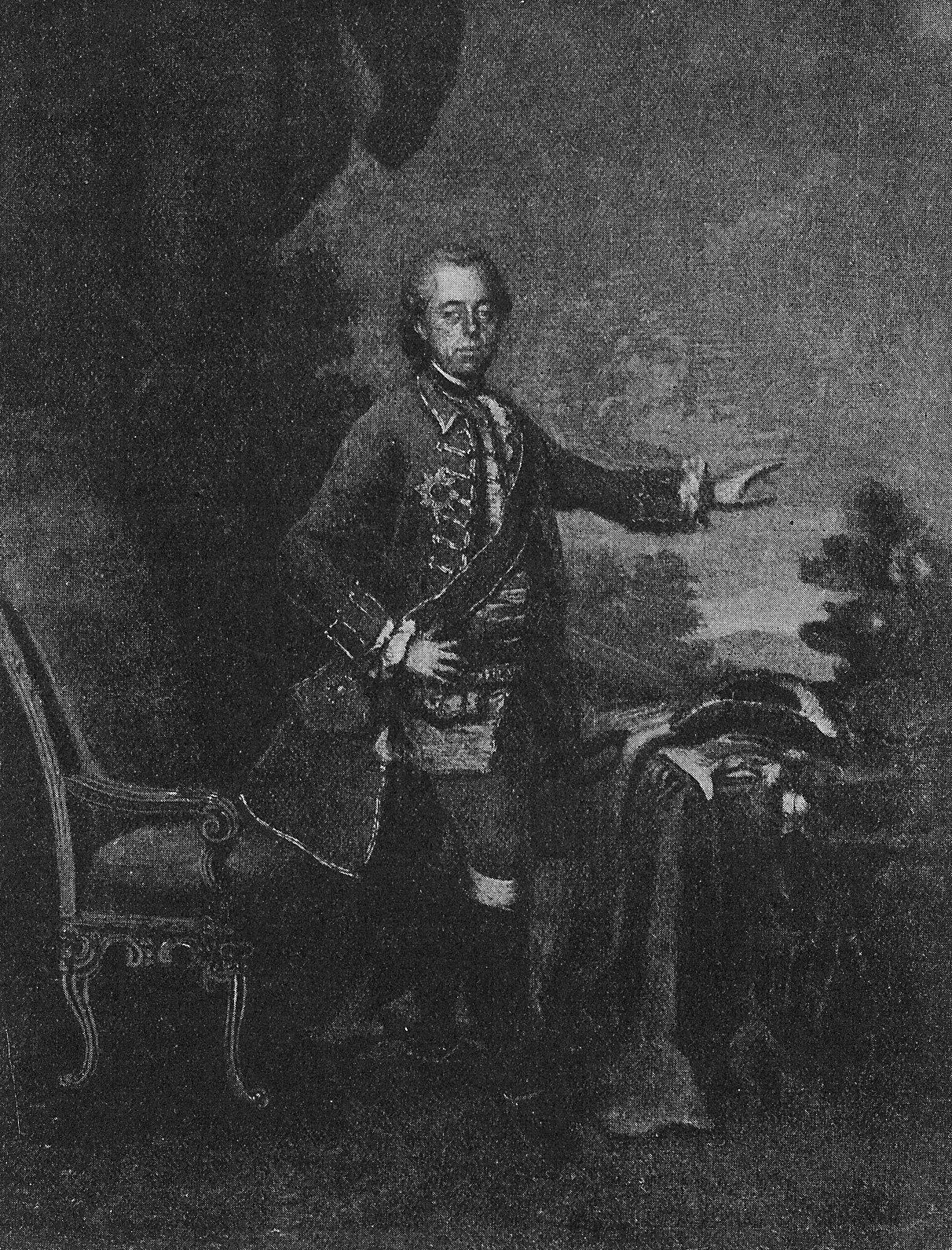
Karl Gotthelf von Hund und Altengrotkau

A seguito dell'introduzione dei massoni crociati da parte di Ramsay, i cavalieri templari assunsero un ruolo nel mito, a partire dal rito di Stretta Osservanza di Karl Gotthelf von Hund, che inoltre si collegava alla casata Stuart in esilio. L'assassinio di Hiram Abif fu proposto come allegoria della morte di Carlo I d'Inghilterra. Oliver Cromwell emerge come il fondatore della massoneria in un'anonima opera anti-massonica del 1745, comunemente attribuito all'Abbé Larudan. Mackey afferma che "le proposizioni di Larudan si distinguono per la loro assoluta indipendenza da ogni autorità storica e per le sfacciate presunzioni offerte al lettore in luogo dei fatti." Gli scritti di Christoph Friedrich Nicolai coinvolgevano Francesco Bacone e i rosacrociani, mentre il collegamento di Christopher Wren con il mestiere fu omesso nel primo libro di costituzioni di Anderson, ma apparve nel secondo, dopo la morte di Wren.
Il pioniere tedesco della storia massonica Joseph Gabriel Findel, ed altri dopo di lui, hanno cercato le origini della massoneria organizzata nelle logge delle cattedrali medievali tedesche, anche se non è stato trovato alcun nesso con lo sviluppo della massoneria che poi si diffuse dall'Inghilterra alla Germania. Analogamente, i tentativi di individuare le radici della massoneria nei Compagnons du Devoir francesi non hanno prodotto alcun legame concreto. Le relazioni con i collegia di Roma antica e con i maestri comacini medievali sono parimenti tenui, benché alcuni massoni li vedano più come modelli che come antenati. Thomas Paine faceva risalire la massoneria all'Antico Egitto, al pari di Cagliostro, che arrivò perfino a precisarne il rito.
Più recentemente diversi autori hanno collegato i templari nella cronologia massonica attraverso le figure intagliate della cappella di Rosslyn in Scozia, dove si dice che i templari avrebbero cercato rifugio dopo lo scioglimento dell'ordine. In The Hiram Key, Robert Lomas e Christopher Knight tracciano una cronologia che parte dall'antico Egitto, e passa per Gesù, i templari e Rosslyn prima di arrivare alla massoneria moderna.

### La comparsa di studi moderni sulla massoneria
Il primo studio razionale di storia massonica fu pubblicato in Germania, ma l'opera del 1847 di Georg Kloss, Geschichte Freimaurerei in England, Irland und Schottland non fu mai tradotta. Quando la Storia della massoneria di Findel fu tradotta dal tedesco all'inglese nel 1866, Woodford in Inghilterra e Murray-Lyon in Scozia avevano già scritto sull'argomento. Woodford fu la guida di FIndel quando visitò York per esaminare i manoscritti, e da lì a poco avrebbe collaborato con Hughan nella raccolta, datazione e classificazione delle vecchie costituzioni in manoscritto. Albert Mackey era altrettanto attivo in America. La lista dei suoi lavori pubblicati inizia nel 1844 con A Lexicon of Freemasonry, e si amplia con la sua monumentale Encyclopedia of Freemasonry del 1874. I crescenti interesse e partecipazione negli studi sulla massoneria portarono, nel 1866, alla formazione in Londra della Quatuor Coronati Lodge, la prima loggia dedicata alla ricerca massonica.

## Dalle origini alla massoneria delle Gran Logge

### Origini del termine massone(Freemason)
I documenti ufficiali inglesi più antichi riferiti ai massoni sono scritti in latino o normanno. Pertanto abbiamo "sculptores lapidum liberorum" (Londra 1212), "magister lathomus liberarum petrarum" (Oxford 1391), e "mestre mason de franche peer" (Statute of Labourers 1351). Tutti questi vocaboli indicano un uomo che lavora la pietra da taglio (freestone), un'arenaria o pietra calcare senza difetti adatta all'edilizia ornamentale. Nei resoconti di costruzione del XVII secolo del Wadham College i termini freemason (letteralmente: libero muratore) e freestone mason sono usati come sinonimi. Freemason è anche contrapposto a Rough Mason ("Muratore grezzo") o Layer ("Posatore"), nel senso di lavoratore più abile che lavorava o posava pietre rifinite.
L'aggettivo free ("libero") in questo contesto può essere assunto per inferire che il massone non è asservito, assoggettato a servitù debitoria o a vincolo feudale. Sebbene questo sia difficilmente riconciliabile con i massoni-muratori medievali inglesi, divenne manifestamente importante per le logge "operative" scozzesi.

### Maestri massoni nell'Inghilterra medievale
Ad un maestro massone medievale si sarebbe richiesto un tipo di formazione che al tempo era considerata "liberale". In Inghilterra avrebbe lasciato la scuola a nove o dieci anni già alfabetizzato in inglese e francese, educato a casa o in una sorta di scuola elementare. Da quel momento fino all'età di quattordici anni, avrebbe frequentato un monastero o una scuola di grammatica per imparare il latino, oppure in veste di paggio presso la famiglia di un cavaliere avrebbe appreso le buone maniere per integrare i suoi studi. Tra i quattordici e i diciassette anni avrebbe imparato le attitudini basilari nello scegliere, modellare e combinare la pietra e poi, tra i 17 e i 21, avrebbe dovuto imparare meccanicamente un gran numero di problemi formali di geometria. Dopo tre anni come operaio specializzato, spesso il suo tirocinio sarebbe culminato nell'esecuzione di un lavoro complesso attinente ad un determinato problema di costruzione o progettazione. A questo punto, era considerato qualificato, ma doveva ancora superare alcuni gradini di carriera prima di ottenere la posizione di Maestro Massone in un grande progetto.
Nella sua funzione di architetto, il maestro massone (o, se si preferisce: il capomastro) probabilmente realizzava i progetti per ciascun successivo stadio di una costruzione in punta d'argento su pergamena preparata o tavola. Questi progetti sarebbero stati realizzati sul terreno usando un compasso più grande di quello usato per la progettazione. Gli architetti medievali sono raffigurati muniti di squadre e compassi molto più grandi laddove appaiano in un sito di costruzione. Il particolare minuto era trasferito dalla tavola da disegno per mezzo di dime in legno fornite ai muratori.
I maestri massoni che risultano dai resoconti come preposti al coordinamento di grandi opere, come la cattedrale di York, divennero agiati e rispettati. I maestri massoni e maestri carpentieri di passaggio in un monastero cenavano al tavolo più importante, a fianco dell'abate.

### Dal Medioevo alla Riforma

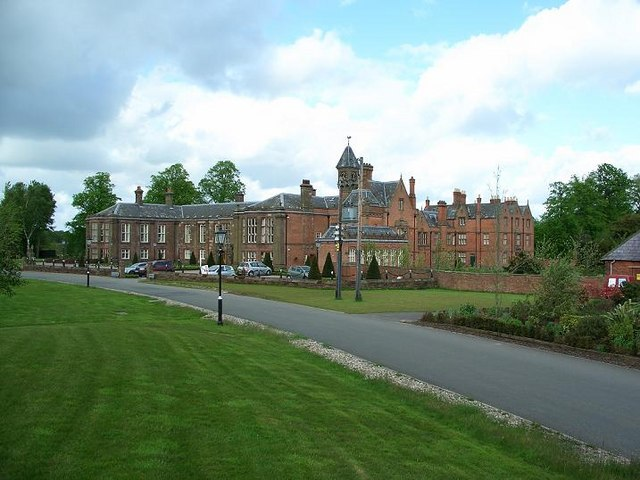
Vale Royal Abbey (Whitegate, Cheshire) come appare oggi. Il più recente palazzo Tudor sorge attorno al nucleo dei raggi sud e ovest del precedente chiostro e contiene sale superstiti, tra cui il salone dell'abate.

La narrazione storica mostra due livelli di organizzazione nella massoneria medievale, la loggia e la "gilda". L'uso originario della parola "loggia" indica un'officina allestita sul sito di una grande opera, e se ne fa menzione la prima volta a proposito della Vale Royal Abbey nel 1278. Più tardi acquistò il significato secondario di comunità dei muratori-massoni di un particolare posto. Alcuni dei più antichi documenti che ci sono pervenuti in proposito sono le leggi e ordinanze di loggia della già ricordata cattedrale di York, risalenti al 1352. 
Si noti che queste norme venivano sancite dal Dean and Chapter of the Minster ("Decano e capitolo della cattedrale").
Antecedenti ad essi, si ricordano anche 
l'Antica costituzione di York del 926 e gli Statuti e regolamenti dei maestri del muro e del legno di Bologna, del 1248.
Gli storici del XIX secolo applicarono il termine "gilda" alle compagnie di artigiani medievali per analogia alle gilde dei commercianti. I massoni formarono in ritardo tali corpi. Il principale committente dei massoni nell'Inghilterra medievale era la corona, che spesso reperiva tale manodopera facendo ricorso al cosiddetto impressment. In altre parole, erano reclutati a forza quando sorgeva l'esigenza. Nel 1356, il preambolo alle norme che governano il Mestiere di Massoni specificamente afferma che, a differenza di altri mestieri, non esistevano corpi per la regolamentazione della massoneria praticata dai massoni. Alla fine, nel 1376, quattro rappresentanti della "gilda" o mestiere vengono eletti nel Common Council a Londra. Questo pare anche essere il primo caso in cui si usa la parola freemason in inglese. Fu immediatamente eliminata, e sostituita con la parola mason.
Il Manoscritto Halliwell, o Poema Regio è il più antico documento noto di origine massonica. Fu pubblicato nel 1840 dallo studioso shakespeariano e collezionista James Halliwell che lo datò 1390. A. F. A. Woodford, pioniere degli studi massonici e fondatore della Quatuor Coronati Lodge, concordò su questa datazione. Più di recente, Andrew Prescott ha fatto risalire il testo al secondo quarto del XV secolo. Il poema può essere visto come una reazione ad una serie di provvedimenti, coevi della peste nera e dello Statute of Labourers del 1351, con cui Edoardo III tentò di fissare le retribuzioni a livelli pre-epidemia. La data più antica segue l'ordinanza del 1389 di Riccardo II richiedente alle gilde e compagnie di presentargli le rispettive Carte e Lettere Patenti, e la seconda data segue la più seria legislazione del 1425, proibente le assemblee annuali di massoni. Il poema pretende che queste assemblee sarebbero state ordinate da re Æðelstan e che questi avrebbe anche agganciato i compensi dovuti a un massone al costo della vita.
Il manoscritto Cooke, databile a partire dal 1450, fissò lo schema di ciò che Anderson chiamò le "Costituzioni Gotiche", le più vecchie storie e normative del mestiere. Dopo una breve benedizione, questi documenti descrivono le sette arti liberali, attribuendo preminenza alla geometria, equiparata alla massoneria. Poi passano a una storia della massoneria/geometria, che termina con re Æðelstan, o Edwin, suo fratello o figlio a seconda delle fonti, che riunisce i massoni d'Inghilterra per attribuire i rispettivi carichi. Seguono le norme o carichi, di solito con istruzioni come il modo in cui un nuovo massone deve prestare giuramento.

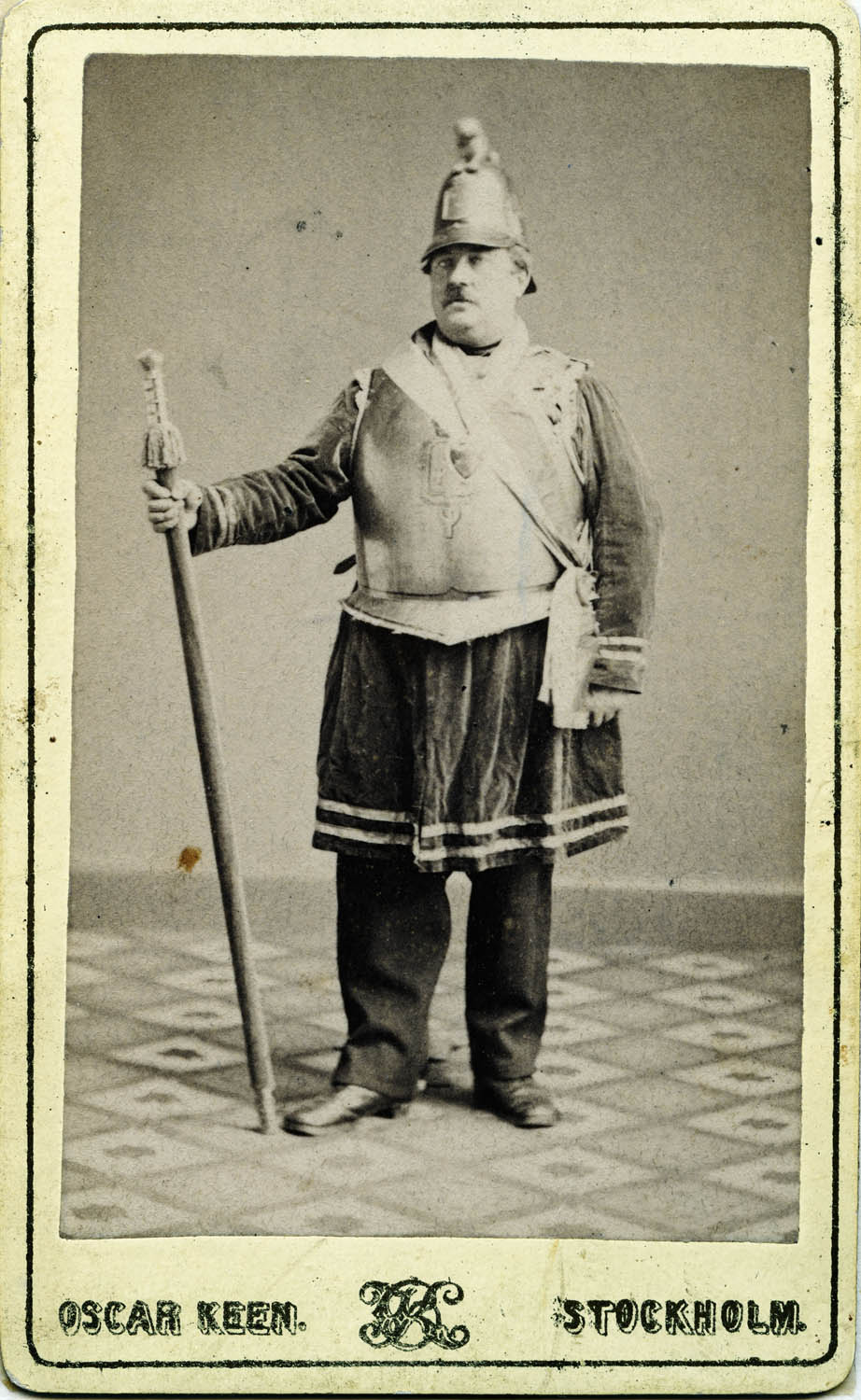
Membro del rito massonico svedese con i paramenti indossati. Foto di Oscar Keen, fine '800, Nordiska museet, Stoccolma.

Sempre intorno al 1450 il testamento di un massone di Beverley permette un'emozionante sbirciata sulla comparsa dei paramenti massonici. Un inventario del patrimonio di John Cadeby nomina alcune zonas, o cinte. Due erano incorniciate d'argento, ed una di esse aveva al centro le lettere "B" ed "I", indicanti Boaz e Yakin, le due colonne del tempio di Salomone. Possedeva anche un tavolo da scrittura e sei libri inglesi, il che lo rendeva tranquillamente benestante e istruito.
I successivi 150 anni produssero alcuni nuovi manoscritti. Il Dowland, il cui originale ora è perduto, e il Gran Loggia N. 1, per la prima volta collocano a York l'assemblea dei massoni di Edwin. Il Lansdowne, originariamente attribuito a questo periodo, oggi è considerato risalire al XVI secolo.
In questo periodo avvenne la Riforma. Una volta si presumeva che la Chiesa fosse il principale committente dei massoni, e che la dissoluzione dei monasteri avesse fatto estinguere le logge. Si credeva pure che le "gilde" del mestiere fossero state abolite in Inghilterra nel 1547. Alla morte di Enrico VIII, l'arcivescovo Cranmer cercò di far avanzare la riforma abolendo le gilde e le compagnie. Nel 1548 fu approvata The bill of conspiracies of victuallers and craftsmen ("la legge di cospirazione di vivandieri e artigiani"), che ne revocava i monopoli. Nel 1549 tale legge fu ritirata, presumibilmente perché erano troppo utili al governo. Il governo continuò ad essere un importante committente dei massoni, che a Londra erano passati da una compagnia ad una corporazione. Benché non formalizzata sino al 1666, lo stato se ne servì nel XVI secolo per procurare e inserire massoni nei progetti di costruzioni. Inoltre, i massoni erano sempre di più impiegati da soggetti privati. Le parate del giorno dei Santi a cura dei vari mestieri, che mettevano in scena delle rappresentazioni sui vari Santi Patroni, vennero tuttavia soppresse. Robert Cooper, archivista della Gran Loggia di Scozia, ritiene che la rappresentazione perduta della gilda dei massoni possa sopravvivere nel rituale delle logge massoniche contemporanee.
Un'antica storia continentale cita una fonte del XVI secolo secondo cui intorno al 1535, c'erano due logge massoniche scozzesi registrate in Francia, una a Parigi e l'altra a Lione. In patria, le logge di massoni furono portate sotto il controllo di due autorità nominate dalla corona, il Warden General e il Principal Master of Work to the Crown, quest'ultimo esistente almeno dal 1539. Verso la fine del secolo, William Schaw ricopriva entrambe le cariche. Nel 1598, di concerto con i maestri di logge della Scozia sudorientale, produsse un insieme di norme per l'amministrazione di massoni e rispettive logge che ora sono noti come Statuti Schaw. Affermano "Saranno leali l'uno con l'altro e vivranno insieme in modo caritatevole come hanno giurato di essere fratelli e compagni del Mestiere." Menzionano guardiani, decani, apprendisti iniziati e neofiti. I secondi statuti Schaw, un anno più tardi, comprendono nelle loro negoziazioni una rappresentanza della Loggia di Kilwinning (oggi Lodge Mother Kilwinning N. 0) nell'Ayrshire, cui fu assegnata la giurisdizione sulla Scozia occidentale. Edimburgo divenne la "prima e principale" loggia di Scozia e Kilwinning fu definita loggia "seconda e capo", nel tentativo di conciliare tutte le fazioni. Poiché non era presente né il re né il maestro di Kilwinning, il documento non fu considerato definitivo né vincolante. Si presumeva che si sarebbe ottenuta l'autorizzazione del re per la normativa. Nel 1602, Schaw scrisse una Concessione che riconosceva a Sir William St. Clair di Rosslyn il diritto di acquistare il patrocinio sui massoni di Scozia. Kilwinning è significativamente assente dalla lista di logge che avevano aggiunto il loro beneplacito. Sembra che la concessione sia decaduta dopo che St. Clair era fuggito in seguito a uno scandalo, e fu rilasciata una seconda concessione a suo figlio, anche lui William St. Clair, nel 1628. Il patrocinio fu abbandonato dal loro discendente, un altro William St. Clair, alla formazione della Gran Loggia di Scozia nel 1736, malgrado che non avesse mai conquistato l'approvazione reale che l'avrebbe reso valido.

### La comparsa della massoneria speculativa
L'effetto durevole degli statuti Schaw scaturì dalla direttiva del 1599 in virtù della quale le logge dovevano adibire a segretario un notaio rispettabile, che avrebbe registrato tutte le operazioni importanti. Le logge scozzesi iniziarono a redigere verbali, e di conseguenza l'apparizione di massoni "accettati" cioè non-operativi è documentata meglio che in Inghilterra, dove non ci sono resoconti conosciuti di procedimenti interni di loggia. La prima ammissione documentata di non-muratori fu il 3 luglio 1634, nelle persone di Sir Anthony Alexander, suo fratello maggiore, Lord Alexander, e Sir Alexander Strachan di Thornton. Sir Anthony era il 
King's Principal Master of Work, e l'uomo che era stato in grado di bloccare la seconda concessione St. Clair, essendo responsabile delle logge di Scozia (vedasi sezione precedente). Le ragioni per cui furono ammessi anche suo fratello e il loro amico non sono chiare.
Altrettanto inafferrabili restano motivazioni e meccanismi della transizione delle logge massoniche da comunità operative (cioè associazioni di costruttori edilizi e simili) a compagnie speculative (nel senso in cui comunemente si parla di massoneria simbolica). Quando la responsabilità del progetto passò dal Maestro Massone (o capomastro) all'architetto nel XVI secolo, probabilmente gli architetti iniziarono ad entrare nelle logge dei massoni con cui collaboravano. È anche possibile che, assieme ad altri corpi professionali (tra cui la Compagnia britannica delle Indie orientali), le logge massoniche operative abbiano iniziato ad accumulare denaro imponendo un contributo alla piccola nobiltà che chiedeva l'ammissione alle loro "gilde". Secondo un'altra opinione, le logge massoniche affiliavano di proposito ricchi e potenti nel tentativo di migliorare le loro condizioni retributive e lavorative.
Benché i registri delle logge mostrino un graduale sviluppo di logge miste in Scozia, è evidente che la loggia che iniziò Elias Ashmole a Warrington il 16 ottobre 1646 era composta principalmente o interamente di massoni speculativi o accettati. La "Storia naturale dello Staffordshire" di Robert Plot (1686) contiene un passaggio sul fatto che si stessero ammettendo persone di qualità nella società dei liberi-muratori, cosa che Plot trova inventata e ridicola. Al principio del periodo della Gran Loggia, sembra esserci stata una predominanza di logge puramente speculative nell'Inghilterra meridionale, con le logge operative e miste ancora in maggioranza al nord e in Scozia.
Nel 1716 quattro logge e "alcuni vecchi Fratelli" si incontrarono alla Apple Tree Tavern in Covent Garden e si accordarono di ritrovarsi l'anno successivo per formare una "Gran Loggia". Le quattro logge erano la Goose and Gridiron, la Crown, la Apple Tree, e la Rummer and Grapes. I "vecchi Fratelli" erano probabilmente della Cheshire Cheese ed almeno un'altra loggia.

## Periodo iniziale della Gran Loggia

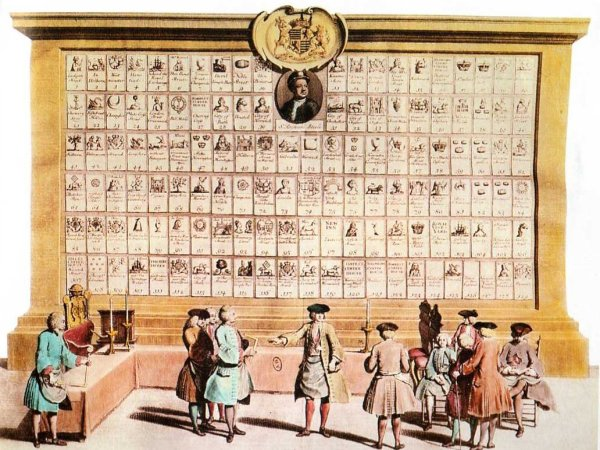
Incisione con tavola delle logge affiliate alla Gran Loggia di Londra (1735)

### Prima Gran Loggia
La storia più antica della Gran Loggia è incerta, dato che non furono redatti verbali sino al 1723. Si sa che le quattro logge menzionate supra tennero un'assemblea alla Goose and Gridiron, sul sagrato di St. Paul il 24 giugno 1717 (festa di San Giovanni Battista). Concordarono di ripristinare le loro "Comunicazioni trimestrali", quattro incontri annuali per la gestione degli affari massonici, ed un'assemblea annuale per eleggere il successivo Gran Maestro. In questo incontro elessero Anthony Sayer, maestro della loggia dell'Apple Tree, di cui si sa poco altro, e così nacque la Grand Lodge of London and Westminster. A questo stadio, è improbabile che vedessero in sé stessi qualcosa di più che un'associazione di logge londinesi. Questa percezione sarebbe cambiata assai rapidamente.
L'anno successivo divenne gran maestro George Payne. Era un impiegato civile di carriera presso i commissari delle tasse. Nel 1719 elessero John Theophilus Desaguliers, ecclesiastico, illustre scienziato e membro della Royal Society. L'ultimo cittadino comune a rivestire la carica di gran maestro fu George Payne nel suo secondo mandato del 1720/21, quando scrisse The General Regulations of a Free Mason successivamente incorporate nelle Costituzioni di Anderson. In seguito, in quello che pare un deliberato tentativo di elevare il profilo dell'organizzazione, tutti i gran maestri furono scelti tra la nobiltà.
Desaguliers è spesso descritto come il "padre" della massoneria moderna. Fu Desaguliers che compose la dedica premessa alle Costituzioni di Anderson, che presiedette il comitato che le diresse e le approvò, e che procurò le "Costituzioni Gotiche" da cui esse vennero formate. Pur avendo svolto solo un mandato come gran maestro, fu due volte vice gran maestro all'ombra di leader di facciata, ed altre volte si comportò come se fosse stato gran maestro, formando logge irregolari al fine di compiere iniziazioni. Sembra sia stato Desaguliers ad insistere affinché il rituale fosse ricordato invece che trascritto, provocando una scarsità di materiale sullo sviluppo del rituale inglese dopo la formazione della Gran Loggia Unita (United Grand Lodge).
Queste considerazioni inducono molti storici della massoneria a considerare Desaguliers come l'intelligenza direttiva nel momento in cui la nuova gran loggia si avventurava in un'era di auto-propaganda, che vide la repentina espansione della massoneria speculativa, con una corrispondente impennata di formazioni e pubblicazioni anti-massoniche. Le iniziazioni presero a comparire sui giornali. I nobili gran maestri appartenevano sovente alla Royal Society, ma Philip Wharton, primo duca di Wharton, (1722-23) aveva appena subito la chiusura del suo Hellfire Club ("Circolo dell'inferno") da parte del governo, ed entrò a far parte (o forse ne fu il fondatore) di un gruppo anti-massonico chiamato i Gormogons quasi subito dopo aver lasciato la carica. Dal 1721 l'insediamento del nuovo gran maestro fu l'occasione di una parata, in origine a piedi, in seguito su carrozze. Questa prassi fu un po' messa in ridicolo, dato che a partire dal 1740 c'erano anche processioni fasulle di gruppi anti-massonici, quindi nel 1747 fu abbandonata. La rapida espansione della massoneria fece sì pure che molte nuove logge chiudessero i battenti dopo un anno o due soltanto. Oltre agli attacchi al mestiere provenienti dall'esterno, ora c'erano anche ex massoni disillusi desiderosi di arricchirsi grazie a "disvelamenti" della massoneria.

### Costituzioni di Anderson
The Constitutions of the Free-Masons, "per l'uso delle logge" a Londra e Westminster, fu pubblicato nel 1723. Fu edito dal pastore presbiteriano James Anderson, per ordine di John Theophilus Desaguliers, ed approvato da un comitato della gran loggia sotto il suo controllo. L'opera fu ristampata a Philadelphia nel 1734 da Benjamin Franklin, che in quell'anno divenne Gran Maestro dei Massoni della Pennsylvania. Fu pure tradotta in olandese (1736), tedesco (1741) e francese (1745).
Anderson era ministro di culto della chiesa presbiteriana in Swallow Street, Londra, che era stata anticamente una chiesa ugonotta, e il cui pastore negli anni 1690 era il padre di Desaguliers.
Al tempo del suo incontro con Desaguliers, sembra che si fosse presentato come uno studioso talmudico. Come ricompensa del suo lavoro ebbe i diritti d'autore sull'opera. In seguito, con disappunto di Anderson, fu condensata in edizioni "tascabili" sulle quali non aveva alcun controllo e non percepiva alcun profitto. Fu espansa, aggiornata e ripubblicata nel 1738.
La sezione storica, che comprende quasi metà libro, è già stata descritta. È seguita dai Charges, o regole generali di condotta dei massoni, e dalle Payne's Regulations, le regole specifiche da cui dovevano essere governate la gran loggia e le altre logge da essa dipendenti. Era tratteggiata concisamente la cerimonia di dedicazione di una nuova loggia e l'opera finiva con una sezione di canti. Per la prima volta, le vecchie regole e costituzioni manoscritte erano sostituite da una sintesi accessibile e stampata di tutto il necessario per essere massone, omettendo solo il rituale. Sebbene la parte storica fosse criticata al tempo, e lo sia tuttora, in quanto frutto evidente di fantasia, l'opera resta una pietra miliare nella storia massonica. Gli Antient Charges (Antichi doveri) pubblicati nell'attuale Book of Constitutions della Gran loggia unita d'Inghilterra si discostano in minima parte da quelli originariamente pubblicati da Anderson.

### Gradi e rituali della massoneria
Come altri mestieri o gilde, la massoneria medievale riconosceva tre gradi di artigiano: apprendista, compagno e maestro. Un apprendista che aveva imparato il suo mestiere diventava un compagno, qualificato a svolgere ogni sorta di lavoro edilizio. Il maestro era qualificato anche come direttore di progetto, e spesso operava pure come architetto. Avrebbe abbozzato il lavoro del giorno su una tavola da ricalco per affidarne l'esecuzione a compagni ed apprendisti. Gli statuti Schaw del 1598 mostrano come ciò si sia evoluto nel sistema di logge della massoneria scozzese. Un apprendista, dopo aver maturato sette anni di attività, poteva risolversi a pagare per entrare in una loggia, divenendo un "apprendista iscritto". (In alternativa, poteva scegliere di lavorare in proprio ai più bassi livelli di opere costruttive in qualità di cowan.) I journeymen erano chiamati anche "compagni" o "compagni del mestiere", in conformità all'ingiunzione del Poema Regio (riga 51) secondo cui i massoni devono calle other felows by cuthe ("chiamarsi reciprocamente compagni per amicizia"). I membri della loggia erano Brithers ("fratelli"), un termine giuridico scozzese per indicare persone legate reciprocamente da un giuramento. Il maestro era semplicemente il massone responsabile della loggia, o uno che avesse avuto in precedenza tale onore.
Il fatto di prestare un qualche tipo di giuramento risale alle più antiche testimonianze della massoneria, ma non si trova traccia di un rituale prima del 1696, nel manoscritto della Edinburgh Register House. Da esso, e da altri documenti coevi, come il manoscritto del 1711 del Trinity College (Dublino), possiamo formarci un'idea del rituale di una loggia operativa alla fine del XVII secolo. Nel momento del giuramento da Apprendista Iscritto, al massone erano affidati segni appropriati, una "Parola di Massone" e un catechismo. Questo era accompagnato da una gran gazzarra, aspetto che venne probabilmente abbandonato quando il mestiere si fece più raffinato. Raggiungendo il grado di compagno, si prestava un altro giuramento, e si ricevevano due ulteriori parole e i "cinque punti di amicizia", che nel 1696 erano piede a piede, ginocchio a ginocchio, cuore a cuore, mano a mano, e orecchio a orecchio. La distinzione tra compagno e maestro non è chiara, e in molti documenti sembrano essere sinonimi. Quando si diffusero le iniziazioni di massoni accettati, laddove i vari parole e segni non potevano più essere considerati come qualifiche professionali, il rituale dell'apprendista iscritto e quello del compagno/maestro a volte venivano condensati in una cerimonia.
Nella Masonry Dissected di Samuel Pritchard, un'esposizione del rituale massonico scritta nel 1730 da un ex massone disilluso, vediamo per la prima volta qualcosa di riconoscibile come i tre gradi della massoneria moderna. Nell'essere ammesso ad una loggia, il nuovo massone avanza naturalmente tra i gradi di apprendista iscritto, compagno e maestro massone.
Rimane ancora il grado di Installed Master ("maestro insediato"), che comprende il maestro responsabile attuale della loggia e i suoi predecessori, e implica specifici rituale, parole e segni, ma presuppone di essere eletti responsabili della loggia per un anno. Questi sono i gradi e le posizioni regolari della massoneria "del mestiere", comuni a tutte le costituzioni. Altri gradi, "più alti" sono facoltativi e richiedono che un massone entri in un ordine a latere (vedi la voce principale, Massoneria).
Le costituzioni di Anderson del 1723 sembrano riconoscere solo i gradi di apprendista iscritto e compagno/maestro. Quindi il terzo grado emerse in qualche momento tra il 1723 e il 1730, e impiegò del tempo per diffondersi nel mestiere. Il fatto stesso che si diffondesse, per molti studiosi sembra indicare che il sistema a tre gradi non fosse una vera innovazione, ma piuttosto la riorganizzazione di materiale preesistente. La parola di massone, in principio data all'apprendista iscritto, ora veniva conferita al terzo grado con i cinque punti di amicizia, e le due parole collegate prima donate al compagno erano divise tra i primi due gradi. Il nuovo grado di maestro massone era centrato sul mito di Hiram Abif, che consiste a sua volta di tre parti. La prima è il racconto biblico dell'artigiano di Tiro con la madre israelita del nord che divenne un maestro artigiano impegnato nella costruzione del tempio di re Salomone. La seconda è il racconto di come fu ucciso dai suoi subordinati, affine ad una delle leggende del Compagnonnage francese. Infine, il racconto del ritrovamento del suo corpo, e la derivazione da quell'episodio dei cinque punti di amicizia, che appare nel manoscritto Graham del 1725, in cui il corpo che viene ricercato ed esumato è quello di Noè. L'origine di questa riorganizzazione è sconosciuta. La prima traccia del conferimento di un terzo grado viene da Londra, da un verbale della Philo Musicae et Architecturae Societas Apollini, un'effimera associazione musicale composta interamente da massoni. Questo verbale dà atto dell'iniziazione e della promozione a compagno di Charles Cotton. Poi, il 17 maggio 1725, la società si prese la responsabilità di "passare" maestri massoni il fratello Cotton e il fratello Papillion Ball. Questo al giorno d'oggi sarebbe stato considerato gravemente irregolare. Nel marzo del 1726 Gabriel Porterfield ottenne lo stesso grado nella loggia scozzese Dumbarton Kilwinning. Che non fosse il primo è attestato dal verbale di costituzione della loggia, risalente ad appena due mesi prima, da cui consta che fossero presenti apprendisti, compagni e maestri massoni. Nel dicembre del 1728, la loggia Greenock Kilwinning annotò diverse tariffe per iniziazione, passaggio ed innalzamento.

### Diffusione delle Gran logge 1725-1750

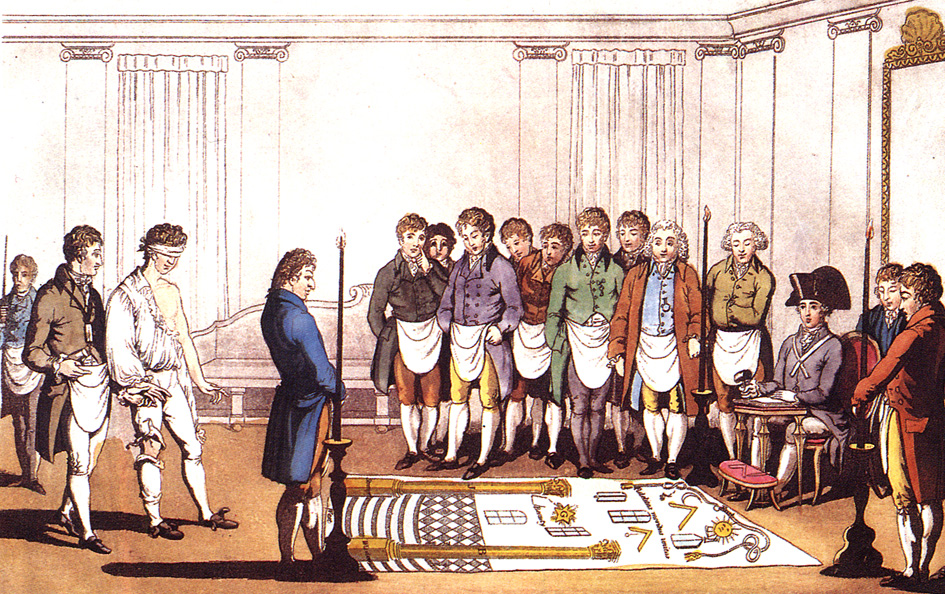
Iniziazione, Parigi 1745
Disposizione simile a quella della loggia dei Moderns, colorato nel 1805.

Anche a Londra ci furono molte logge che non si affiliarono mai alla nuova Gran Loggia. Questi massoni non affiliati e le rispettive logge venivano chiamati "vecchi massoni", o "massoni di San Giovanni" e "logge di San Giovanni". Ad ogni modo, l'influenza del nuovo corpo centrale si diffuse rapidamente, e il verbale del 1725 menziona logge in dieci città provinciali all'altezza di Salford, con Gran logge provinciali nel Galles meridionale e in Cheshire.
Lo stesso anno fu fondata una seconda Gran loggia in Irlanda, che impiegò diversi decenni per portare sotto la sua ala tutte le logge irlandesi. Apparvero presto Gran logge rivali in Munster e a Cork. Fu in Irlanda che iniziò la prassi di riconoscere la regolarità di una loggia con l'emanazione di un titolo, il primo esempio conosciuto è del 1731. La Grand Lodge of Scotland non fu formata fino al 1736.
Ancora, nel 1725 The Ancient and Honourable Society and Fraternity of Freemasons meeting since time immemorial in the City of York ("L'antica ed onorevole società e fratellanza di massoni che si riunisce da tempo immemorabile nella città di York") assunse la denominazione di The Grand Lodge of All England meeting in the City of York. ("La Gran loggia di tutta l'Inghilterra" ecc.) Questo non va interpretato come rivalità, dato che non c'era sovrapposizione delle rispettive sfere di azione. A dire il vero, la storia di Anderson doveva far presupporre una Gran loggia più antica a York, e le logge di Londra erano debitamente provviste di verbali che risalivano a circa vent'anni addietro. Le Costituzioni di Anderson del 1738 riconoscevano l'indipendenza della "Antica loggia della città di York, delle Logge di Scozia, Irlanda, Francia, Italia ecc.".
Tuttavia, nel 1735, al maestro e ai guardiani di una loggia irlandese fu rifiutata l'ammissione alla Gran loggia poiché sprovvisti dell'autorizzazione scritta del gran maestro d'Irlanda. Sembra che sperassero di essere riconosciuti come una delegazione di Lord Kingston, gran maestro d'Irlanda e già gran maestro della Gran loggia d'Inghilterra. Venne loro offerta, e rifiutata, l'autorizzazione inglese. Questo è stato interpretato come prova di una frattura tra le due costituzioni.
In reazione al successo delle rivelazioni sul rituale massonico ad opera di Pritchard ed altri, la Gran loggia, intorno a questo periodo, modificò il rituale e le parole d'ordine per rendere più difficile ai profani spacciarsi per massoni. Tali cambiamenti non furono universalmente accettati dalle logge affiliate. La Goose and Gridiron (ora Lodge of Antiquity No. 2), una delle logge originali e più antiche della costituzione, non li adottò mai. Per le logge non affiliate, le innovazioni non fecero altro che approfondire la divisione. All'epoca Londra era la destinazione di molti emigranti per ragioni economiche. Quelli che erano già massoni sentivano che non avrebbero mai potuto lavorare con il nuovo rituale, e le logge formate da loro ingrossavano il numero di logge non affiliate nella capitale.

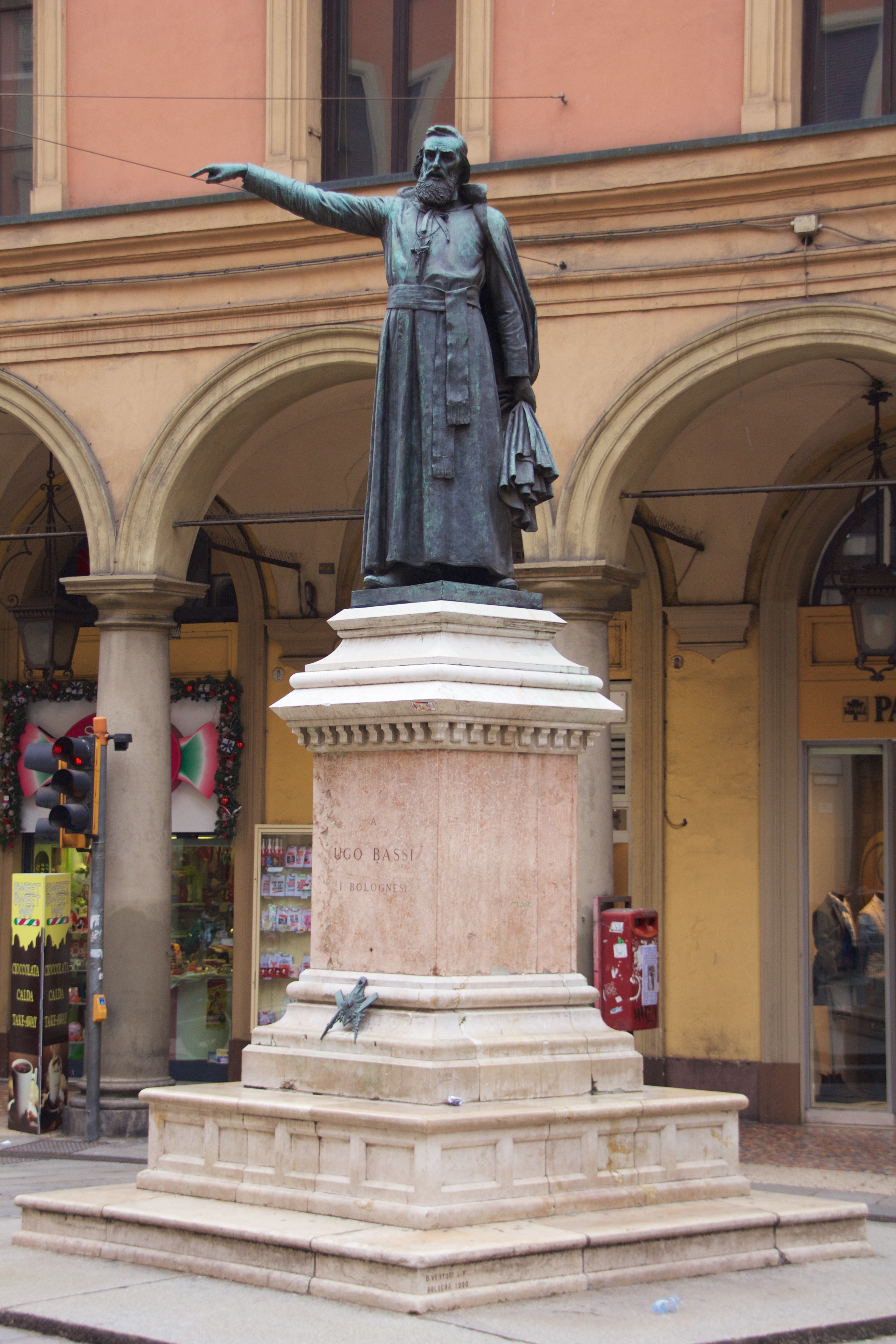
La statua di Ugo Bassi nella via omonima a Bologna, con chiari simboli massonici sul basamento

Nello stesso periodo, la massoneria praticata dalle logge inglesi, irlandesi e scozzesi iniziava a diffondersi in Europa. L'istituzione della prima Gran loggia in Francia è particolarmente problematica. La massoneria stessa sembra essere stata radicata in Francia da esuli giacobiti. La Grande Loge de France dichiara la propria fondazione nel 1728, quando pretende che ne fosse gran maestro il duca di Wharton. Alcuni sigilli del Grande Oriente fanno risalire la prima Gran loggia al 1736 (la scissione tra Gran loggia e Grande oriente avvenne nel 1773). Le storie francesi datano la prima Gran loggia al 24 giugno 1738. La situazione appare confusa, poiché altre storie affermano che la prima Gran loggia legittima fu formata l'11 dicembre 1743 come "la Gran loggia inglese di Francia", con il conte di Clermont quale gran maestro. Benché il governo del mestiere fosse nelle mani di una serie di vicari, la protezione offerta dal conte sino alla sua morte nel 1771 consentì alla massoneria francese un periodo di stabilità e di crescita. Mentre la massoneria era perseguitata in altri stati cattolici, la natura morale ed egualitaria delle logge francesi si accordava allo spirito dell'epoca.
Una prima loggia in Italia fu costituita nel 1731 a Firenze come Loggia inglese ("La Loggia degli Inglesi"), anche se alcune fonti riportano che la prima loggia italiana venne fondata nel 1723 a Girifalco, in Calabria..
A seguire la massoneria si diffuse rapidamente, a dispetto di una serie di proibizioni papali.
La prima comparsa della molte Gran logge tedesche risale agli anni 1740, segnatamente con quella "dei tre globi", fondata a Berlino nel 1744, che divenne la "Gran loggia madre nazionale" nel 1772. Federico il Grande divenne massone quando era ancora principe ereditario e confermò personalmente la loggia di Berlino. Sebbene alcuni autori citino l'esistenza di logge operative tedesche verso il 1250, nel cantiere che edificava il duomo di Colonia, è arduo dimostrare una continuità della tradizione, e la maggior parte delle fonti ritengono che le logge speculative tedesche settecentesche discendano dal modello inglese.

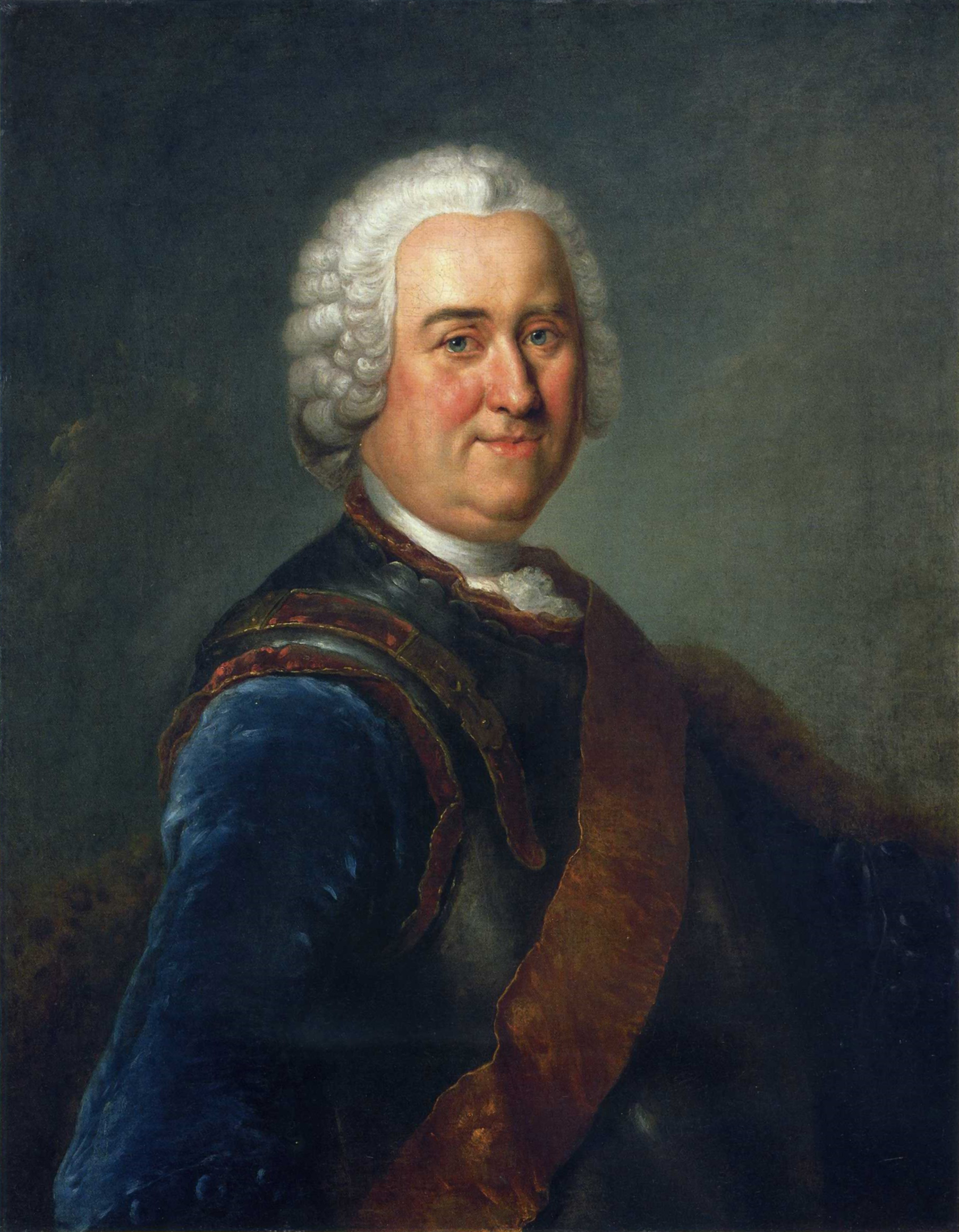
James Keith, mercenario scozzese al servizio di Russia e Prussia.

La massoneria fu importata nell'Impero russo da ufficiali stranieri che vi prestavano servizio. Per esempio, risulta che James Keith sia stato maestro in una loggia di San Pietroburgo nel 1732-34. Parecchi anni dopo suo cugino John Keith, terzo conte di Kintore fu nominato Gran maestro provinciale di Russia dalla Gran loggia d'Inghilterra. Nei primi anni 1770, Ivan Yelagin riuscì a riorganizzare la massoneria russa in un sistema di vasta scala che univa approssimativamente quattordici logge e 400 autorità di governo. Ottenne l'autorizzazione inglese della prima Gran loggia russa e ne divenne Gran maestro provinciale. Molte logge russe erano attratte dal Rito svedese. Nel 1782, Johann Georg Schwarz rappresentò la Russia al congresso massonico di Wilhelmsbad (località di villeggiatura presso Hanau), nel quale la Russia fu riconosciuta come ottava provincia del Rito di stretta osservanza.
Michail Michajlovič Speranskij cercò, senza successo, di riformare in senso razionalista la massoneria spiritualista e mistica russa.

### Gran logge alternative

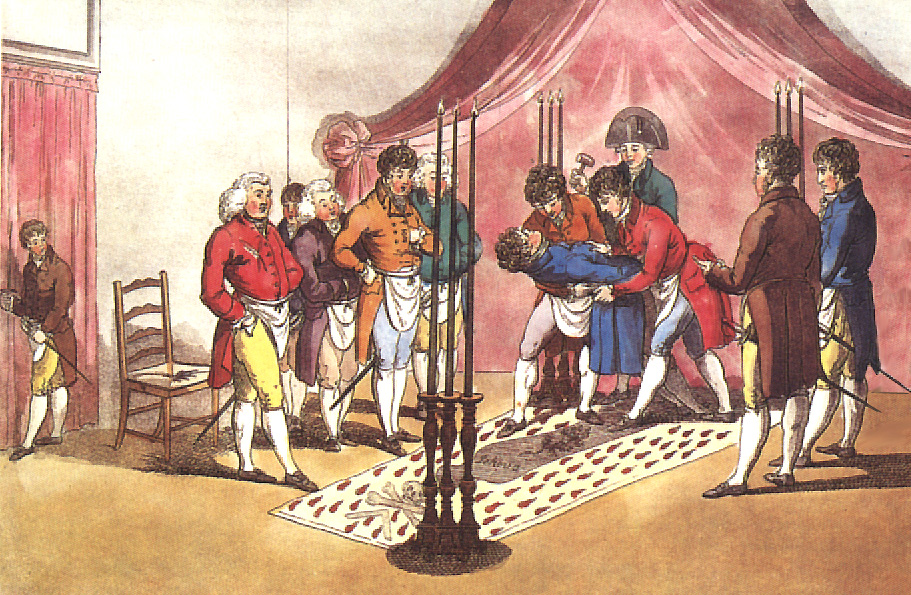
Cerimonia di terzo grado, Parigi, 1745, con una disposizione simile a quella di una loggia dei Moderns di Londra, colorato nel 1812

Il 17 luglio 1751 i rappresentanti di sei logge si riunirono alla Turk's Head Tavern, in Greek Street, Soho (Londra). Cinque erano logge non affiliate composte principalmente da irlandesi, e la sesta pare fosse stata formata poco prima, in previsione di quanto sarebbe avvenuto quella sera. Nella circostanza, fondarono la Most Ancient and Honourable Society of Free and Accepted Masons according to the Old Constitution, ("Antichissima e onorevole società di liberi e accettati massoni secondo l'antica costituzione") oggi comunemente nota come Grand Lodge of the Antients. Il primo Gran segretario, John Morgan, ottenne un impiego nella Royal Navy, e si dimise sette mesi più tardi. Il suo successore, Laurence Dermott, mantenne la carica per quasi vent'anni, poi fu per tre volte vice Gran maestro, ed esercitò una considerevole influenza fino alla morte, nel 1791.

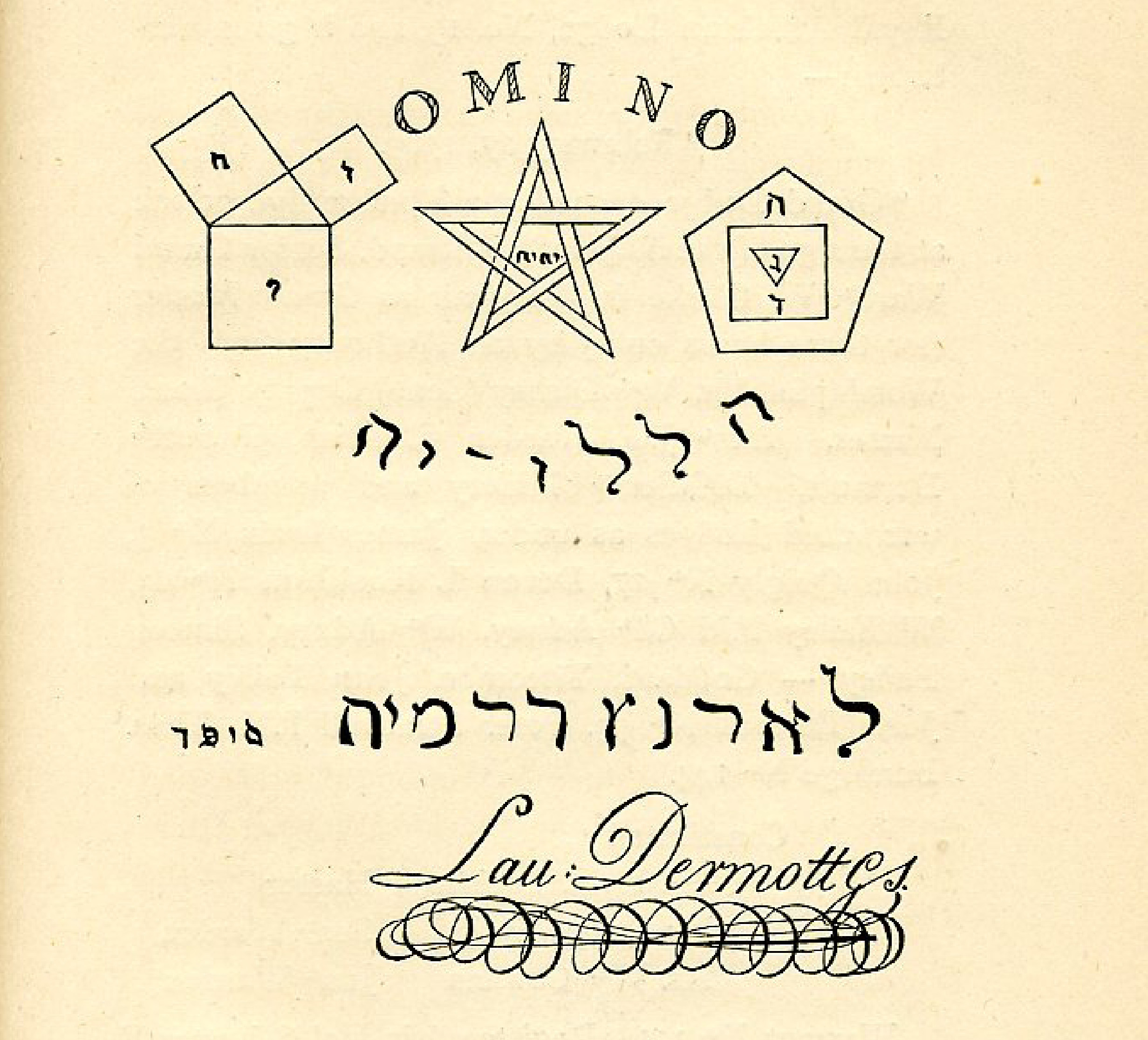
Pagina dal registro del verbale dellAncient's Grand Lodge con autografo di Dermott

La prima iniziativa importante di Dermott fu nel sostituire il regolamento scritto da Morgan con quello della propria loggia di Dublino. Nel 1756 pubblicò il libro di costituzioni degli Antients, chiamato "Ahiman Rezon" (אֲחִימָן רְזוֹן), espressione di cui non si conosce l'esatto significato. Modellato sulle costituzioni irlandesi di Spratt, il regolamento è esaustivo e ben scritto, ed è seguito da un'ampia sezione dedicata ai canti 
All'inizio, al posto della storia di Anderson, si trova un'ampia introduzione polemica contro la Gran loggia originaria, che ora si chiama Gran loggia d'Inghilterra, alla quale però Dermott affibbia il nome the Moderns in contrapposizione alla qualifica Ancient ("Antica") che attribuisce alla nuova Gran loggia. Questa terminologia è impiegata ancor oggi. La sua arma principale era la satira. Iniziava con il racconto di come avesse tentato di scrivere una storia migliorativa delle altre con la descrizione della massoneria prima di Adamo, ma verso la fine del primo volume, si era addormentato. Sognò di avere una conversazione con Ahimon, uno dei quattro visitatori da Gerusalemme, sull'inutilità delle storie massoniche, dopo di che un anziano rivestito di una corazza splendente compulsò il suo primo volume e proclamò: "Ti sei tuffato in fondo all'acqua, ed hai portato alla luce un coccio". Fu svegliato dal cucciolo dei vicini che gli mangiava il manoscritto. Dermott poi passava a un'argomentata spiegazione di perché un nuovo massone non deve entrare in una loggia dei Moderns, dato che le loro parole d'ordine modificate non sarebbero state riconosciute da alcuna Gran loggia esistente all'epoca. In seguito c'è una spiritosa esposizione delle loro "frivolezze incostituzionali", tra cui il convincimento di Dermott che i loro più grandi simboli massonici fossero il coltello e la forchetta.
Grazie all'autorevolezza, all'abilità nello scrivere e all'oratoria di Dermott, la nuova Gran loggia rappresentò sempre di più una seria rivale per l'originale. Le logge degli Antients furono autorizzate dal 1752, una pratica che i Moderns assunsero solo vent'anni dopo. Quando le logge non affiliate compresero maggiormente l'opportunità di appartenere ad un'organizzazione più vasta, generalmente trovavano che la pratica degli Antients fosse più affine alla loro, anche se si conoscono casi di logge che passarono dall'obbedienza degli Antients a quella dei Moderns. Il fatto che le pratiche adottate alla fine dalla Gran loggia unita riflettano in gran parte quelle degli Antients è attribuibile all'operosità di Dermott.
Se la comparsa degli Antients consolidò semplicemente una divisione nella massoneria inglese, fra i Moderns si verificò uno scisma nel 1777/78. Benché riguardasse una sola loggia, era la più antica e più prestigiosa nella costituzione, ed il suo maestro era lo storico ed autore più rispettato dei Moderns. William Preston aveva già un contenzioso con il Gran segretario per i diritti d'autore sul nuovo Book of Constitutions che aveva appena scritto. Alcuni membri della sua Lodge of Antiquity (la ex Goose and Gridiron, ovvero Old Lodge of St. Pauls), dopo essere stati in chiesa come massoni, tornarono alla loggia indossando i paramenti. Tre confratelli ritennero opportuno denunciare alla Gran loggia dei Moderns questo fatto come una corteo massonico non autorizzato. Preston, il Master of Antiquity, si schierò con gli accusati, per il motivo che — essendo la loggia una delle quattro originarie — aveva aderito solo alle costituzioni originali, e non aveva bisogno di altre autorità per tenere un corteo. Di conseguenza, fu immediatamente espulso. La Antiquity reagì espellendo a sua volta i tre che avevano fatto la denuncia. Almeno metà della loggia passò alla Grand Lodge of All England at York, citando l'articolo 39 del regolamento di Payne, secondo il quale le Pietre miliari dell'ordine devono essere conservate in ogni regolamento di Gran loggia (alludendo ai propri diritti e privilegi). La Antiquity divenne, nel periodo di separazione, la Grand Lodge of All England South of the River Trent, confermando almeno due logge nel suo diritto. La contesa non fu risolta fino al maggio 1789, quando Preston e i suoi confratelli furono riammessi tra i Moderns con plateali festeggiamenti.
In Scozia sorse una situazione simile. L'anzianità veniva assegnata secondo la datazione del verbale di loggia, e a causa di un incendio, i registri di Kilwinning iniziavano con il 1642, poco più tardi della loggia edimburghese di St. Mary's Chapel. Risentita per essere riconosciuta solo come la seconda loggia nella costituzione, la Lodge Mother Kilwinning si ritirò dalla Gran loggia di Scozia nel 1743, e non vi rientrò prima del 1807. In tale periodo, Kilwinning agì come fosse un'altra Gran loggia, confermando circa 70 logge in Scozia e altrove. Sebbene le due Gran logge si ignorassero reciprocamente sul piano ufficiale, non sembra vi sia stata alcuna vera animosità, e neppure espulsioni a carico dei massoni che avessero fatto visita alla "giurisdizione" alternativa alla propria. Un affiliato di Kilwinning divenne Gran maestro della Gran loggia di Scozia. La loggia di Melrose, vantando un'anzianità non inferiore a Kilwinning, ignorava semplicemente la Gran loggia di Scozia, dando vita a logge "figlie" e attribuendo al proprio maestro il titolo di Gran maestro. Alla fine confluì nel corpo nazionale il 28 febbraio 1891 come The Lodge Of Melrose St. John No 1 bis.
Subito dopo la Rivoluzione francese, il governo britannico divenne sospettoso verso ipotetiche cospirazioni rivoluzionarie. Tra le varie misure repressive, il governo di Pitt propose nel 1799 l'adozione dell'Unlawful Societies Act ("Legge sulle associazioni illegittime"), che dichiarava che qualsiasi corpo che imponesse un giuramento segreto era illegale. Con rapida iniziativa, una delegazione che rappresentava gli Ancients, i Moderns e la Gran loggia di Scozia organizzò un incontro con il Primo ministro. Facevano parte della delegazione il duca di Atholl, Gran maestro degli Ancients ed ex Gran maestro della Gran loggia di Scozia, e il conte di Moira, facente-funzioni di Gran maestro dei Moderns (il Gran maestro era infatti il principe di Galles). L'incontro ottenne che i massoni fossero esentati dai rigori della nuova legge, sebbene le logge fossero obbligati a fornire la lista dei loro membri al locale Clerk of the Peace, una prassi continuata fino al 1967. Questo episodio dimostrò che le due Gran logge "rivali" all'occorrenza potevano assumere iniziative condivise.

### Fondazione della massoneria nel Nordamerica

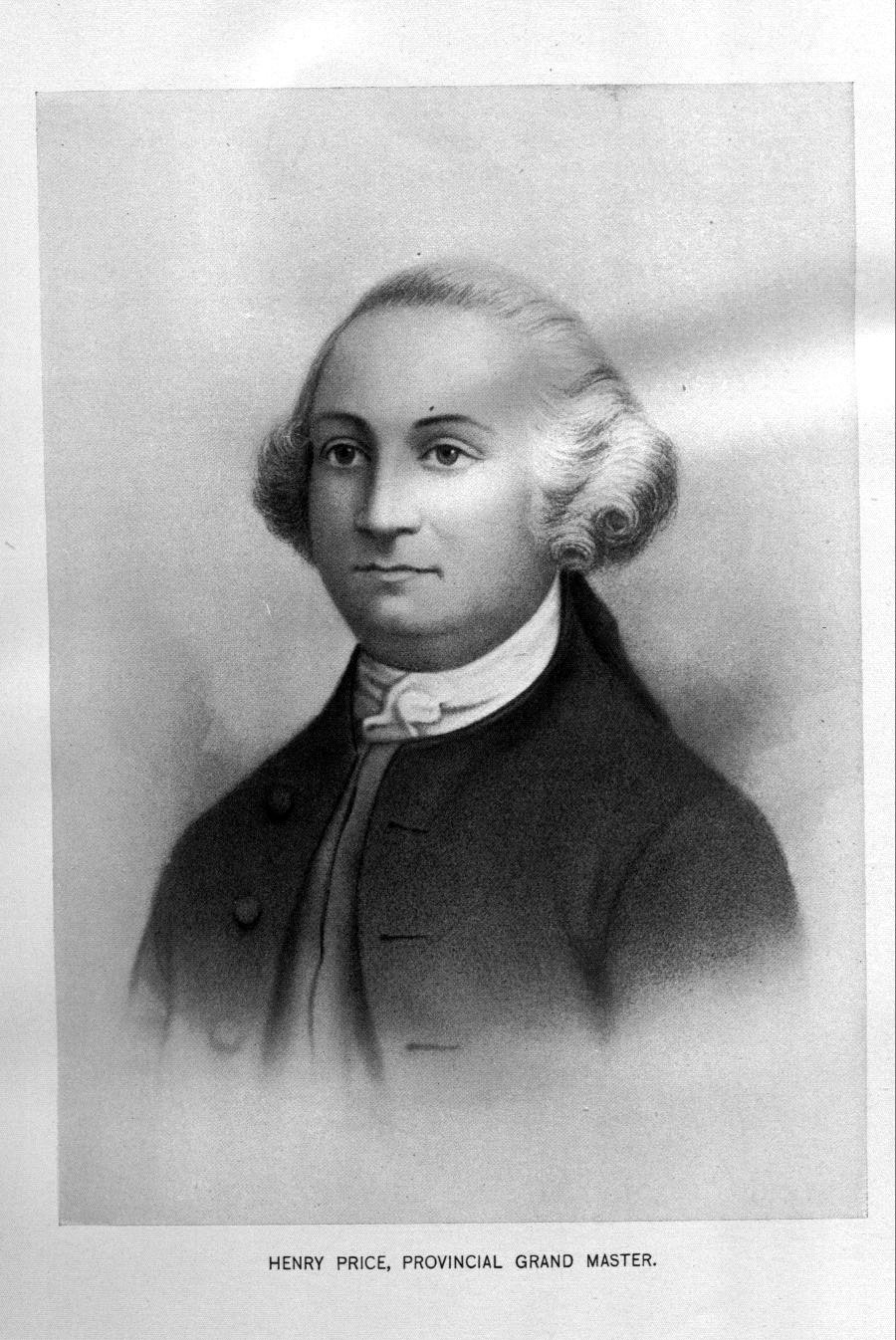
Henry Price, "Gran maestro provinciale del New England e dei dominii e territori che gli appartengono"

Nel 1773, Henry Price, Gran maestro provinciale su tutto il Nordamerica per la Gran loggia d'Inghilterra, concesse lo statuto ad un gruppo di massoni di Boston. La loggia fu poi chiamata St. John's Lodge ("Loggia di S. Giovanni") e fu la prima debitamente costituita in America. Tra il 1733 ed il 1737 la Gran loggia d'Inghilterra confermò Gran logge provinciali in Massachusetts, New York, Pennsylvania e Carolina del Sud. Benjamin Franklin ripubblicò le costituzioni di Anderson del 1723 nella propria veste di Gran maestro provinciale di Pennsylvania. Franklin aveva scritto nella Pennsylvania Gazette dell'8 dicembre 1730 di alcune logge di massoni già nella "provincia", entrò nella St. John's Lodge di Filadelfia l'anno successivo, e nel 1732 fu Gran guardiano junior della Gran loggia di Filadelfia. Tutto questo anteriormente alla "prima" loggia nel Nordamerica.
Alcune lettere provenienti da John Moore, esattore del porto di Filadelfia e massone a sua volta, indicano che le logge massoniche usavano già riunirsi a Filadelfia nel 1715. L'odierna Gran loggia conserva il manoscritto Carmick, una copia amanuense degli antichi doveri databile 1727, con l'intestazione "Le costituzioni della St. John's Lodge". Il colonnello Daniel Coxe fu nominato Gran maestro provinciale di New York, New Jersey e Pennsylvania dalla Gran loggia d'Inghilterra nel 1730, con effetto dal 24 giugno (festa di San Giovanni Battista) per due anni. Non è chiaro se egli fosse in America o in Inghilterra in quel momento, ma era presente nella Gran loggia, presso la Devil Tavern di Londra il 29 gennaio 1731, dove è verbalizzato come Provincial Grand Master of North America. Non vi è traccia del fatto che abbia sancito altre logge, ma ottenne che la St. John's Lodge raddoppiasse come Gran loggia provinciale, e investì il suo successore nel 1731, un anno prima. Nonostante l'accettazione di Coxe come loro primo Gran maestro provinciale, è stato ipotizzato che la formazione della nuova Gran loggia per consenso di logge preesistenti la renda una Gran loggia ab immemorabili, e una loggia sorella rispetto alle Gran logge di Inghilterra, Scozia e Irlanda.
Il Nordamerica avrebbe avuto molte logge indipendenti nel XVIII secolo. L'autorizzazione, che poi sarebbe divenuta un mandato, richiedeva tempo ed esborsi, specie nel periodo in cui la Gran loggia più vicina stava sull'altra sponda dell'Atlantico. Molte logge divennero "auto-promosse", e richiedevano l'autorizzazione di una Gran loggia solo quelle logge che potevano ragionevolmente sperare di sopravvivere più di una manciata di anni. George Washington ricevette l'iniziazione nella loggia di Fredericksburg (Virginia) nel 1752. Quella loggia fu confermata dalla Gran loggia di Scozia nel 1758. La prima loggia "scozzese" debitamente confermata c'era stata solo due anni prima, ovvero la loggia di Sant'Andrea a Boston. Tra i membri si annoveravano Paul Revere e Joseph Warren, e fra le successive manifestazioni esterne della loggia si deve ricordare il Boston Tea Party.
Molte logge erano reggimenti distaccati del British Army. I Moderns possono essere stati riluttanti a confermare logge senza fisso indirizzo, così c'era un solo "mandato" della Gran loggia d'Inghilterra nell'esercito continentale nel periodo 1775-1777. Gli Antients e la Gran loggia di Scozia erano rappresentati un po' meglio, ma la maggioranza schiacciante delle logge reggimentali vantavano "mandati" della Gran loggia d'Irlanda. Così avvenne che un gruppo di afroamericani, che erano stati rifiutati dalle logge di Boston, fossero iniziati nella loggia n° 441 sul registro della Gran loggia d'Irlanda, che era collegato al (reggimento britannico) 38th Foot (poi divenuto 1st Staffordshire). Questi 15 uomini formarono l'African Lodge No 1, quando partirono i britannici, lasciando loro il permesso di fare quasi tutto, escluso ammettere nuovi massoni. Due dei membri erano marinai, ed ottennero accesso ad una loggia di Londra, venendo riconosciuti come massoni iniziati regolarmente. Questo permise al loro maestro, Prince Hall, di richiedere ai Moderns un mandato, che fu debitamente concesso il 29 settembre 1874, ora come African Lodge No 459. Il successo della loggia fu tale che divenne Gran loggia provinciale, e Prince Hall fu Gran maestro provinciale. Dopo la sua morte, le logge provinciali si ricostituirono come una gran loggia (African Grand Lodge), divenendo Prince Hall Grand Lodge nel 1847.

## L'Arco Reale
Questa voce si occupa per lo più del mestiere, o massoneria di "loggia azzurra", i tre gradi che sono comuni a tutte le logge massoniche e relative "giurisdizioni". I gradi ulteriori di solito stanno fuori della giurisdizione delle Gran logge, presuppongono specifiche cerimonie e sono regolati da corpi massonici differenti. Il numero e il nome di questi ordini e gradi "cavallereschi" dipendono dalla tradizione locale della massoneria, ed hanno subito profonde modifiche nel corso degli anni. Il più vecchio di questi, ed il più universale, è il Capitolo dell'Arco Reale (in Inghilterra Holy Royal Arch).
Sebbene alcuni autori massonici abbiano cercato di vedere il simbolismo dell'Arco reale in materiale di studio a partire dagli anni 1720, il più antico riferimento certo ad un Arco reale è un corteo a Dublino che precede il maestro ed è retto da due "massoni eccellenti". Nel 1744 è nominato come grado nell'"indagine seria e imparziale" del dottor Dassigny.
Laurence Dermott, la forza-guida che sta dietro la Gran loggia degli Ancients, affermava di aver creato un massone di Arco reale a Dublino nel 1746. Ne parlava come del quarto grado e si adoperò perché lo si riconoscesse come tale. Questo avvenne poco dopo la sua morte, e solo vent'anni prima dell'unione tra Ancients e Moderns. I Moderns, d'altro canto, avevano creato nel 1765 un Gran capitolo separato che si occupasse dei gradi, e volevano tenerlo distinto dalla massoneria di puro mestiere. Questo si sarebbe rivelato un argomento di dissidio nel momento in cui le due giurisdizioni avviarono un processo di riunione. Il secondo degli articoli di unione affermava che non vi erano che tre gradi nella "pura massoneria antica", ma inseriva l'Arco reale nel terzo grado. Il grado continua ad essere conferito da un Gran Capitolo distinto, e fino ad una riforma del 2004, ai maestri massoni inglesi si diceva semplicemente che il Holy Royal Arch completa il loro terzo grado.
Le più antiche tracce irlandesi del rituale indicano che i capitoli dell'Arco reale originariamente conferisse tre gradi. Il primo era basato sul restauro del primo tempio per opera di Giosia. Il secondo era un trampolino di lancio per il terzo, basato sulla ricostruzione del tempio dopo l'esilio. La maggior parte delle giurisdizioni basano il rituale dell'Arco reale sulla leggenda di ciò che sarebbe avvenuto dopo l'esilio. Nel 1864, il Gran capitolo d'Irlanda decise di basare il proprio rituale sul regno di Giosia, in pratica denominando diversamente i massoni addetti a specifici incarichi.

## La massoneria nel XIX secolo

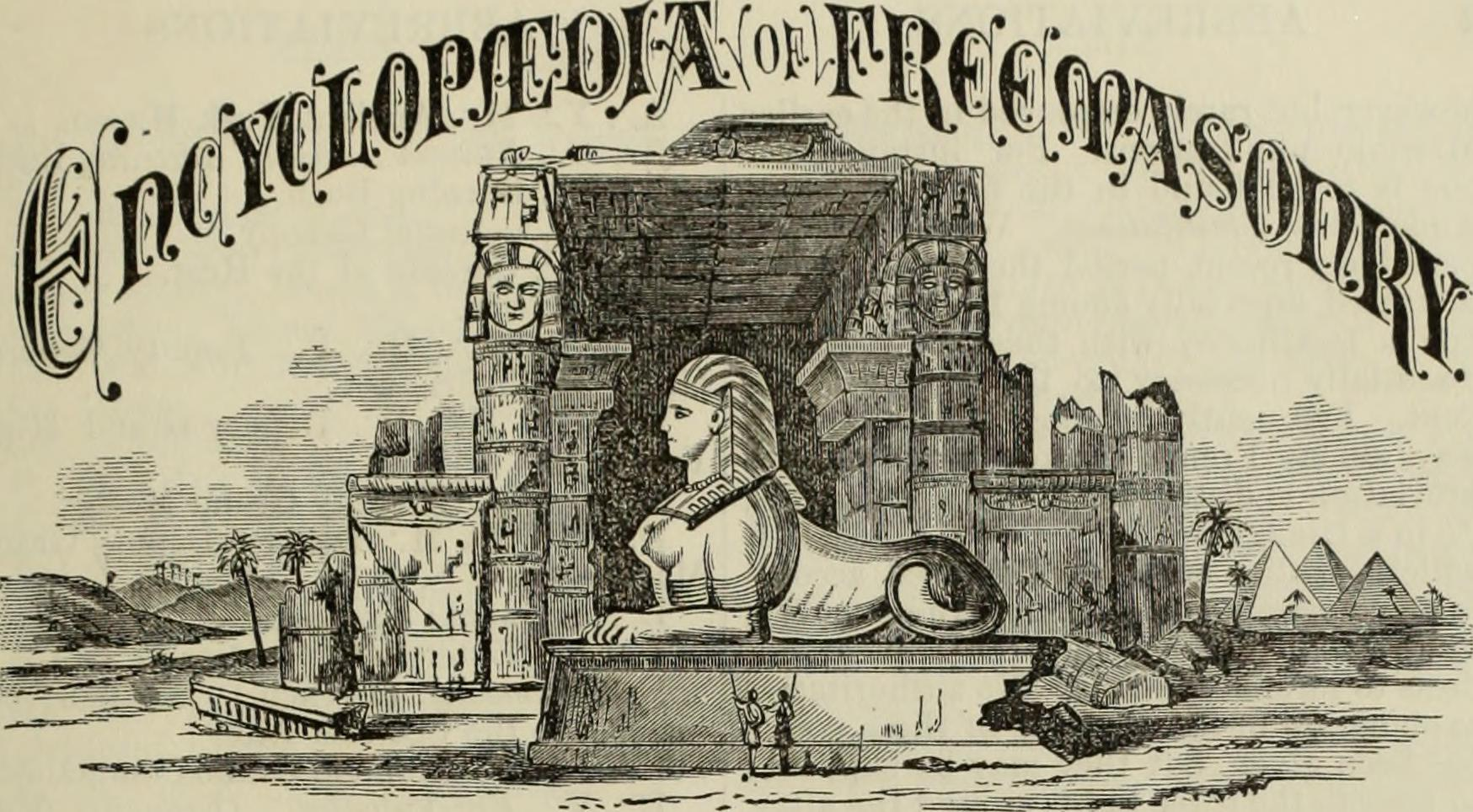
An encyclopaedia of freemasonry and its kindred sciences : comprising the whole range of arts, sciences and literature as connected with the institution - prima di copertina.

### L'Unione del 1813
Nel 1809, la Gran loggia d'Inghilterra (i Moderns) costituì una "Lodge of Promulgation". Il suo scopo era "ritornare alle pietre miliari della società" e promulgare queste pietre miliari tra i confratelli. Fra i suoi membri annoverava il duca di Sussex, maestro della Lodge of Antiquity, No 2, e sesto figlio di re Giorgio III. Il risultato dei loro sforzi fu una risposta agli Antients nel 1811 secondo cui la Gran loggia aveva deciso di "ritornare alle antiche pietre miliari... quando dovesse essere determinato che cosa fossero queste pietre miliari e obbligazioni". Entrambe le Gran logge si orientarono palesemente verso l'unione, formando commissioni per trattarne i termini precisi. L'intoppo principale era dato dall'impossibilità, nella commissione degli Ancients, di decidere alcunché senza ridiscutere la questione ad un incontro trimestrale della loro Gran loggia. Nell'ottobre 1812 gli Ancients placarono la frustrazione dei Moderns conferendo pieni poteri ai propri commissari. Poco dopo, il conte di Moira si dimise da Gran maestro facente-funzioni dei Moderns, essendo stato nominato governatore generale dell'India. Gli subentrò il duca di Sussex, che divenne Gran maestro nel gennaio successivo alle dimissioni di suo fratello, il principe di Galles. Il primo dicembre 1813 il duca di Atholl cedette la guida degli Ancients al duca di Kent, fratello maggiore di Sussex e padre della regina Vittoria. Kent aveva già presieduto l'unione di Ancients e Moderns in Canada, ottenuta con l'espediente brutalmente semplice di fondere le logge dei Moderns con quella più vicina degli Ancients. I Moderns in Canada avevano semplicemente cessato di esistere. Questi due uomini promossero l'unione che nel 1813 formò la Gran loggia unita d'Inghilterra, con il duca di Sussex nominato Gran maestro di tale nuovo corpo.
L'effettivo processo di unificazione proseguì per alcuni anni, prima con la Lodge of Reconciliation (1813-1816), costituita di due logge, una per ciascuna costituzione, che mise assieme un qualche tipo di rituale accettabile per le due fazioni. Il lavoro di questa loggia fu ampliato dalla Stability Lodge of Instruction (1817) e rimpolpato dalla Emulation Lodge of Improvement (dal 1823 in poi). Essenzialmente la nuova Gran loggia si ritrovava con il rituale degli Ancients e l'infrastruttura dei Moderns. Anche se l'"Emulation Ritual" divenne lo standard, esistono ancora molte varianti che, sebbene reciprocamente riconoscibili, presentano molti tipi di rituale massonico nella costituzione [massonica] inglese.

### L'affare Morgan e il declino della massoneria americana (1826–c.1850)
Nel 1826, William Morgan, scomparve da Batavia (New York), dopo aver minacciato di svelare segreti massonici, inducendo taluno ad insinuare che fosse stato assassinato dai massoni. Che cosa sia esattamente successo non è mai stato dimostrato definitivamente. Ad ogni modo, la sparizione di Morgan — e la minima punizione subita dai suoi sequestratori — accese una serie di proteste contro i massoni in tutti gli Stati Uniti, specie a New York e negli stati vicini.
La prolungata reazione negativa portò molti massoni a lasciare il mestiere. La Gran loggia di New York controllava 227 logge nel 1827, ma solo 41 nel 1835.
Sotto la guida di Thurlow Weed, si sviluppò un movimento anti-massonico e anti-Andrew Jackson (a sua volta massone), fino a divenire il Partito anti-massonico che andò al ballottaggio per la presidenza nel 1828, ottenendo l'appoggio di politici come William H. Seward. La sua influenza fu tale che altri rivali di Jackson, tra cui John Quincy Adams, stigmatizzarono i massoni. Nel 1847 Adams scrisse un libro di ampia diffusione intitolato Letters in the Masonic Institution che era assai critico verso i massoni. Nel 1832 il partito mise in campo William Wirt come candidato per le elezioni presidenziali. Per ironia della sorte, in realtà egli era un massone, ed arrivò a difendere la sua organizzazione pronunciando un discorso al congresso anti-massonico. Il partito ottenne solo sette voti elettorali. Tre anni dopo, il partito si era disciolto in ogni stato eccetto la Pennsylvania, poiché altri argomenti come lo schiavismo avevano conquistato l'attenzione nazionale.

### Massoni americani durante la Guerra civile
Le fortune della massoneria americana declinarono bruscamente dopo l'affare Morgan, ma ripresero quota quando il movimento anti-massonico si sgonfiò alla metà degli anni 1830. Alla fine degli anni 1850, la massoneria in America era oggetto di rinnovato pubblico interesse e l'affiliazione alle logge, che aveva toccato il fondo durante il periodo anti-massonico, riprese a crescere. Al tempo della Guerra civile americana la massoneria statunitense triplicò i propri adepti passando da 66 000 a 200 000 membri di 5 000 logge a livello nazionale. L'impennata di aderenti aiuta a spiegare, almeno in parte, le tante storie di fraternizzazioni tra massoni di campo avverso durante la Guerra civile americana, tra cui racconti di soldati e marinai massoni che soccorrevano combattenti nemici che si erano fatti riconoscere come membri della fraternità. Sono stati riportati anche episodi di massoni che durante la battaglia seppellivano confratelli con le forme dei loro rituali, o ancora aiuti e trattamenti speciali concessi a prigionieri di guerra massoni.

### Francia
In Francia, il numero dei massoni crebbe da 10 000 nel 1802 (quando ricevettero da Napoleone uno status semi-ufficiale), a 20 000 nel 1889, 32 000 nel 1908, 40 000 nel 1926 e circa 60 000 nel 1936. Ad uno stadio iniziale, quasi tutte le logge erano associate al partito radicale. Zeldin afferma che nella Francia del XIX secolo:
Circolavano ampiamente voci, specie negli ambienti conservatori, secondo cui l'ordine segretamente pilotava il governo, ed era la fonte principale della propaganda materialistica ed anti-clericale. Zeldin conclude che si trattasse di una "grande esagerazione". I dettagli sono conosciuti, dato che il regime di Vichy nel 1941 sequestrò gli archivi, senza trovare prove significative dell'assunto. Anche se effettivamente l'ordine sostenne le campagne anti-clericali, non ne era però l'iniziatore. Il suo ruolo principale era fungere da circolo sociale, e garantire sconti del 10% nei negozi dei confratelli. I circoli facevano della beneficenza e fornivano assicurazioni sulla vita. Nel 1904 scoppiò uno scandalo (Affaire des fiches) poiché il governo aveva chiesto alle logge del Grande Oriente di Francia di schedare segretamente gli ufficiali dell'esercito in base ai loro orientamenti politici e religiosi, allo scopo di ostacolare la carriera dei cattolici. Quando si propagò la notizia, il governo dovette dimettersi. L'interesse per l'ideologia radicale diminuì gradualmente, scomparendo del tutto dopo il 1945.
Secondo Ernest Belfort Bax, i massoni furono autori dell'ultimo tentativo serio di conciliazione tra Versailles e la Comune di Parigi, svoltosi il 21 aprile 1871. Furono ricevuti con freddezza da Adolphe Thiers, che assicurò loro che, sebbene Parigi fosse in preda alla distruzione e al massacro, la legge sarebbe stata ripristinata, e mantenne la parola. Pochi giorni dopo decisero, in un pubblico incontro, di piantare il loro stendardo sui bastioni e condividere le sorti della Comune. Il giorno 29 di conseguenza 10 000 dei confratelli (in rappresentanza di 55 logge) si unirono e marciarono verso l'Hôtel de Ville, preceduti dai Gran maestri con tutti i paramenti e gli stendardi delle logge. Tra questi spiccava il nuovo stendardo di Vincennes, con la scritta rossa in campo bianco "Amatevi gli uni gli altri". Si alzò un pallone aerostatico che ad intervalli lasciava cadere fuori Parigi un manifesto dei massoni. Il corteo si mosse per i boulevards e i Campi Elisi fino all'Arco di Trionfo, dove gli stendardi furono infissi lungo i bastioni. Alla vista della bandiera bianca sulla Porta Maillot quelli di Versailles cessarono il fuoco, ed il comandante (anche lui massone) ricevette una delegazione di confratelli, cui suggerì di formulare un appello finale a Versailles, e il consiglio fu accettato. Il "capo dell'esecutivo" ascoltò a malapena gli inviati, rifiutandosi di discutere ancora la domanda di pace con chicchessia. Essendo stato esperito (e rigettato) questo invito formale, i massoni presero definitivamente posizione come combattenti della Comune.

### Grande Scisma
Secondo una diffusa opinione lo scisma tra massoneria francese ed inglese trae origine dall'assemblea generale del Grande Oriente di Francia del settembre 1877. Accettando la raccomandazione contenuta in un rapporto del pastore protestante (e massone) Frédéric Desmons, l'assemblea deliberò a maggioranza di emendare le sue costituzioni inserendo la formula "i suoi princìpi sono l'assoluta libertà di coscienza e la solidarietà umana". Con questo si rimpiazzava la precedente enunciazione "i suoi princìpi sono l'esistenza di Dio, l'immortalità dell'anima e la solidarietà umana". La reazione della Gran loggia unita d'Inghilterra (UGLE) fu la risoluzione del marzo 1878 con cui si ribadiva "Che la Gran loggia, benché ansiosa di accogliere nello spirito più fraterno i Fratelli di qualsiasi Gran loggia straniera i cui procedimenti si svolgono secondo le Antiche pietre miliari dell'Ordine, tra cui la prima e più importante è la fede in T. G. A. O. T. U. ["il grande Architetto dell'universo", in acronimo inglese], non può riconoscere come 'veri e genuini' Fratelli tutti coloro che sono stati iniziati in logge che neghino o ignorino quella fede". Le relazioni tra i due corpi di governo in effetti cessarono, presumibilmente perché il corpo francese aveva eliminato la necessità di credere in un essere supremo. Però l'UGLE aveva appena avviato relazioni fraterne con il Grande Oriente del Belgio, che aveva tolto il Grande Architetto dalle proprie costituzioni nel 1872, e questo buon rapporto sarebbe proseguito fino al 1921. Le ragioni della frattura sono ovviamente più profonde e più complesse di quanto lascino intendere gli atti ufficiali.
La diffidenza tra massoni delle due sponde della Manica era evidente negli anni 1850, quando gli esuli massoni francesi rimanevano sconcertati dalla compenetrazione imperante tra UGLE e la monarchia, aristocrazia e la chiesa anglicana. Gli inglesi dal canto loro diffidavano del misticismo della massoneria francese, e dei suoi ideali di fraternità e universalità.
La riforma di Desmons era stata indotta dal congresso dei Supremi Consigli di Rito scozzese antico ed accettato di Losanna del 1875, durante il quale i rappresentanti di undici paesi tentarono di uniformare il Rito. Un accordo sulle logge coloniali avrebbe visto la UGLE quale unica gran loggia massonica riconosciuta nelle colonie britanniche, in spregio alle logge scozzesi e irlandesi che già vi fiorivano. Il delegato scozzese, Mackersy, che rappresentava anche la Grecia, si ritirò. La sua lettera di ritiro menzionava il dissenso della sua "giurisdizione" da ogni scostamento dal principio che un membro fosse tenuto a credere in un dio personale. Si diceva convinto che il congresso avrebbe approvato un non-requisito, o la specificazione di un vago principio universale. Evitando di ratificare un trattato che avrebbe annientato le logge scozzesi nelle colonie, Mackersy accese un dibattito che portò nelle logge francesi all'eliminazione dell'obbligo di tenere aperto un libro di scritture (vedi anche sezione seguente). L'interpretazione inglese, che questo fatto rappresentasse una deriva ateistica, era probabilmente in parte determinata dalle difficili relazioni politiche all'epoca intercorrenti tra Gran Bretagna e Francia.
La spaccatura fra UGLE e Grande Oriente di Francia si ampliò per l'attivismo politico del corpo francese, tanto a livello personale quanto organizzativo. Ogni discussione in tema di politica e religione è espressamente bandita nelle logge inglesi.

#### Retaggio dello scisma
Durante la prima guerra mondiale molte logge americane attenuarono la loro opposizione al Grande Oriente di Francia per permettere ai militari in servizio in Francia di relazionarsi con i massoni locali. Molte di queste logge permettono tuttora ai loro membri di avere relazioni con i massoni continentali.
Nel dicembre 1913 l'UGLE riconobbe una nuova Gran loggia in Francia. Alla base del riconoscimento stava una serie di obblighi che la Independent and Regular National Grand Lodge of France (poi divenuta Grande Loge Nationale Française) impose alle logge dipendenti. In dettaglio:
1. Durante i lavori della loggia la Bibbia starà sempre aperta sull'altare.
2. Le cerimonie si svolgeranno in stretta aderenza al rituale del Regime Rectifié seguito da queste logge, rituale delineato nel 1778 e sancito nel 1782, con il quale nel 1792 fu iniziato il duca di Kent.
3. I lavori di loggia inizieranno e termineranno sempre con l'invocazione del Grande Architetto dell'Universo. Tutti gli inviti dell'ordine e delle logge saranno stampati con i simboli del Grande Architetto dell'Universo.
4. Nella loggia non sarà permessa alcuna discussione religiosa o politica.
5. La loggia in quanto tale non prenderà mai ufficialmente posizione in alcun affare politico ma ogni singolo Fratello manterrà completa libertà di opinione ed azione.
6. Saranno accolti nella loggia solo quei Fratelli riconosciuti quali veri Fratelli dalla Gran loggia d'Inghilterra.

Questi "principi elementari" furono accettati dalla stessa UGLE nel 1929, e trascritti nelle sue costituzioni.

### Il falso di Taxil
Tra il 1885 e il 1897, Léo Taxil alimentò un falso ai danni tanto della massoneria quanto della Chiesa cattolica, facendo affermazioni sempre più bizzarre circa la massoneria. Il 19 aprile 1897 Taxil convocò una conferenza stampa nella quale avrebbe dovuto presentare ai giornalisti l'"autore" dei suoi libri. Invece dichiarò che le sue rivelazioni sui massoni erano immaginarie. Ciononostante, tale materiale è ancora oggi utilizzato da qualche sito internet anti-massonico.

## La massoneria nel XX secolo

### La massoneria nei regimi totalitari (dal 1900 ad oggi)
Molti regimi totalitari del XX secolo, tanto fascisti quanto comunisti, hanno trattato come una potenziale fonte di opposizione la massoneria a causa della sua natura segreta e per i suoi collegamenti internazionali (senza contare che promuove la tolleranza politica e religiosa mediante il suo simbolismo). Alcuni studiosi massonici hanno voluto ravvisare un'affinità tra il linguaggio usato dai regimi totalitari e quello di alcuni critici moderni della massoneria.

## Magistero della Chiesa Cattolica
Sono circa 600 i pronunciamenti dei papi contro la Massoneria.
Una serie di encicliche furono scritte nel corso dei secoli sul tema della Massoneria: In eminenti (Clemente XII, 28 aprile 1738); Providas Romanorum (Benedetto XIV, 18 maggio 1751); Ecclesiam a Iesu (Pio VII, 13 settembre 1821); Quo Graviora (Leone XII, 15 marzo 1825); Traditi Humilitati; Ad Gravissimas (Gregorio XVI, 31 agosto 1843). Ad esse si aggiunsero i documenti di due pontefici:
- Pio IX: Qui pluribus (9 novembre 1846); Quibus Quantisque Malis (20 aprile 1849)[129]; Quanta cura (8 dicembre 1864); bolla Multiplices inter (25 settembre 1865); Apostolicae Sedis (12 ottobre 1869)[130];
- Leone XIII: Diuturnum Illud (29 giugno 1881); Etsi Nos (15 febbraio 1882); Humanum Genus (20 marzo 1884); Officio Sanctissimo (22 dicembre 1887); Dall'alto dell' apostolico seggio e Ab apostolici (15 ottobre 1890)[131]; Rerum novarum (15 maggio 1891); Inimica Vis e Custodi di quella fede (8 dicembre 1892); Annum ingressi (18 marzo 1902).

Alcune di queste ribadirono esplicitamente la pena della scomunica per gli aderenti. Il codice di diritto canonico fu modificato nel 1983.
Rispondendo a una richiesta pastorale dei vescovi Filippini, il 13 novembre 2023 il Dicastero per la dottrina della fede ha risposto che l'iscrizione attiva dei cattolici, anche ecclesiastici, alla Massoneria è incompatibile con la fede cristiana. La risposta è stata derivata da una dichiarazione dello stesso dicastero risalente a novembre 1983, dichiarazione che aveva preceduto la riforma del codice di diritto canonico intervenuta nello stesso anno e che aveva abolito la scomunica per i membri della Massoneria.
L'Osservatore Politico del 12 settembre 1978, citando Il Messaggero del 9 agosto, anticipava l'editoriale della rivista massonica italiana, affermando in merito a Paolo VI che era avvenuta "la morte di chi ha fatto cadere la condanna di Clemente XII e dei suoi predecessori." Secondo la rivista, era "la prima volta nella storia della Massoneria moderna che il capo della religione occidentale muore non in stato di ostilità con i massoni".

## Impatto storico-politico

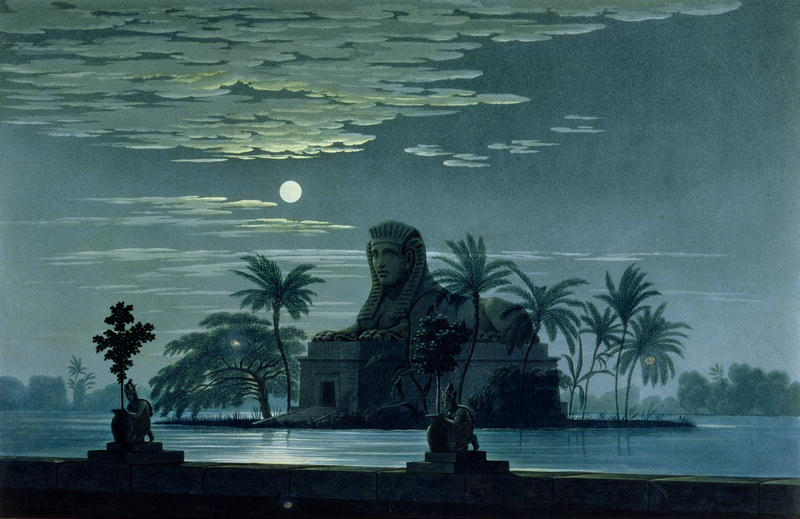
Il flauto magico (nell'immagine:un fondale di scena per un allestimento del 1815) è forse il più conosciuto caso di opera lirica di dichiarata ispirazione massonica.

In una prospettiva storica di lungo termine, Norman Davies ha affermato che la massoneria fu una grande forza al servizio del liberalismo in Europa, dal 1700 circa al ventesimo secolo. Si espanse rapidamente durante l'Illuminismo, raggiungendo praticamente ogni paese europeo, ed anche le colonie europee nel Nuovo Mondo ed in Asia. Esercitò un fascino speciale soprattutto verso case reali, aristocratici, politici ed uomini d'affari, ma anche intellettuali, artisti (celeberrimo l'esempio di Mozart) ed attivisti politici. Bullock nota che alla fine del XVIII secolo le logge inglesi erano guidate dal principe di Galles, quelle prussiane da Federico il Grande e quelle francesi da principi di casa reale. L'imperatore Napoleone designò suo fratello stesso Gran maestro di Francia.
Il Vaticano vede la massoneria come un nemico. A partire dal 1738 ordinò ripetutamente alla Chiesa cattolica di contrastare il movimento. Nei paesi dove la fede cattolica è più radicata, quali Francia, Italia, Spagna e Messico, gran parte della ferocia nelle battaglie politiche del XIX secolo riguardava il conflitto tra Chiesa e massoneria. In Inghilterra divenne un pilastro del movimento imperialista che sosteneva l'impero britannico. In Francia quasi tutte le logge erano associate al Partito radicale, ma cessarono l'impegno politico dopo il 1945. Negli Stati Uniti, gli avversari organizzarono un movimento anti-massonico e forse anche questo ne limitò il ruolo politico. I totalitarismi del XX secolo, segnatamente fascisti e comunisti, si affrettarono a stigmatizzare e reprimere la massoneria non appena furono giunti al potere.